# Бацинет

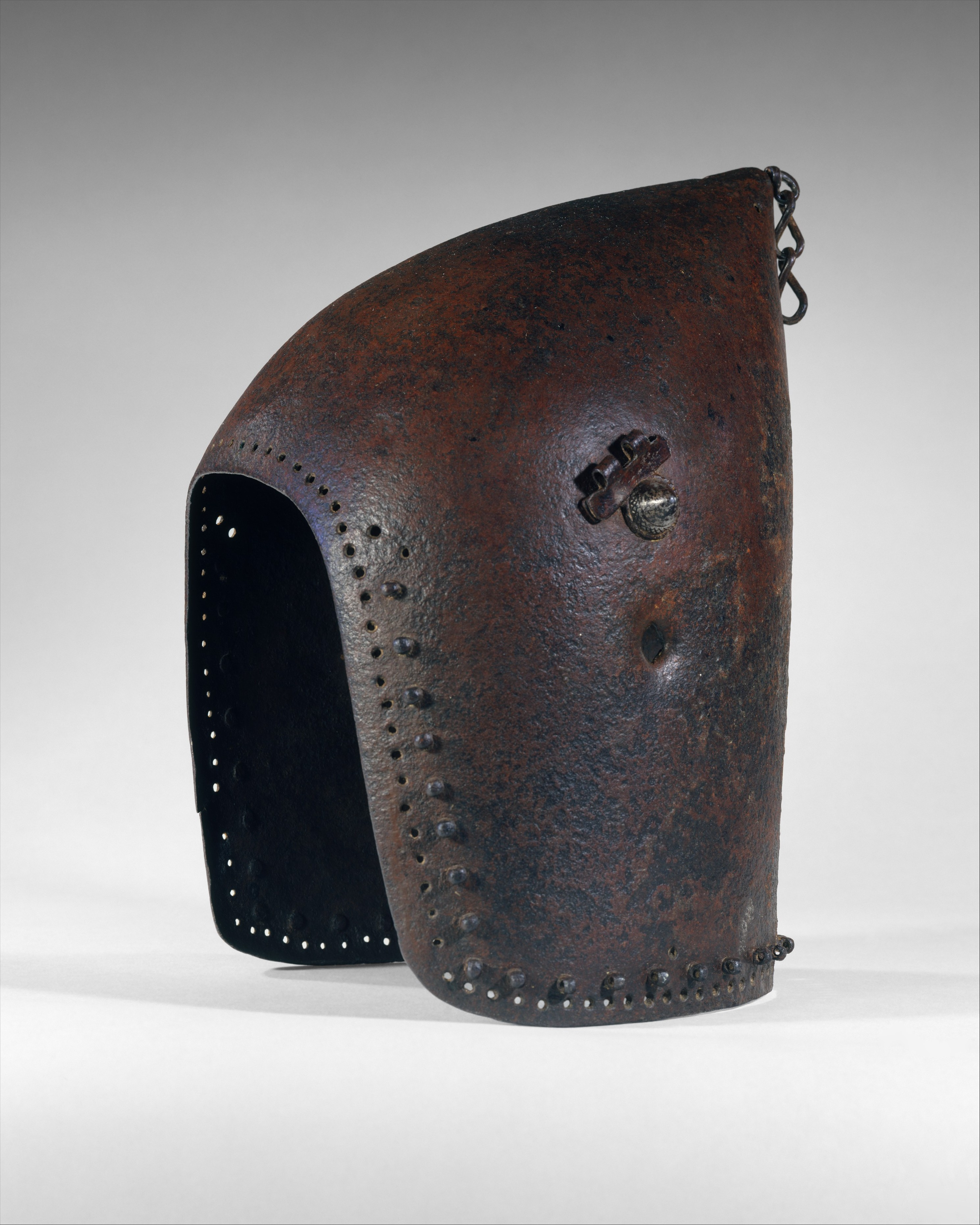
Бацинет (1375 –1425, Музей мистецтва Метрополітен)

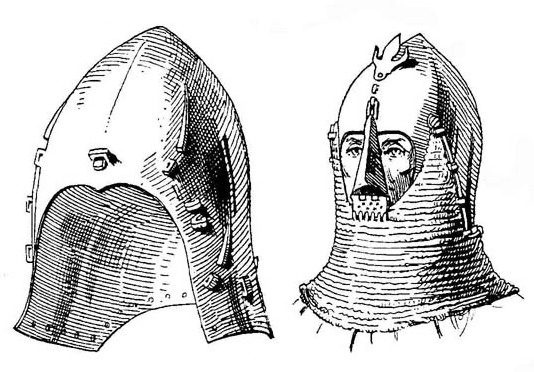
Бацинет для носіння під топхельм

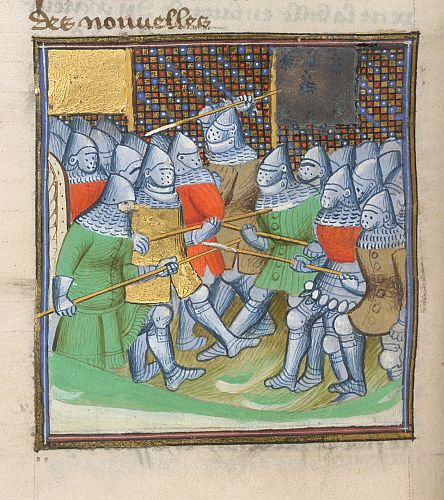
Лицарі в бацинетах в битві. Мініатюра з рукопису «Хроніки Фруассара». Початок XV століття

Бацине́т (фр. bascinet, італ. bazineto) — різновид відкритого купольного бойового шолома у Європі XIV — XV ст. Мав кольчужну бармицю, яка кріпилася до нижньої частини шолома для захисту горла, шиї та плечей. Від 1300-х років міг мати забрало, яке оберігало обличчя вояка. На початку XV ст. кольчужну бармицю стали заміняти металевим горжетом, що дало початок так званому «великому бацинету»

## Назва
- Басинет (bassinet, basinet; нім. Bascinet, Basinet; від лат. bacinatum, «миска»)
- Баснет (нім. Basnet)
- Бацинет (італ. bazineto)
- Беккенгаубе (нім. Beckenhaube)
- Кессельгаубе (нім. Kesselhaube, «каптур-казанок»)
- Гундсгаубе (нім. Hundshaube), або гундсгугель (нім. Hundsgugel), «собачий каптур») — із конусоподібним забралом, що нагадує собачу морду[1].
- Швайнегугель (нім. Schweinegugel, «свинокаптур») — із забралом.
- Прилбиця (пол. Przyłbica)

## Опис
Бацинет з'явився у 1330-1340 роках, являючи собою півсферичну каску. Спочатку бацинет використовувався як підмога для надягання на нього топхельма, але міг використовуватися і як самостійна одиниця захисного спорядження. Існує величезна кількість різновидів бацинетів як за формою шолома, так і за типом кріплення заборола. Існують екземпляри, в яких не використовувалося забороло взагалі, в деяких — тільки наносник. Бацинети кінця XIV століття (особливо італійські зразки) мають майже пряму задню стінку. Бацинет розрізняють по виду заборола: забрало типу «хундсгугель» (нім. «собачий капюшон») являє собою сильно витягнуте вперед конусоподібне забороло. Залежно від типу кріплення забрала розрізняють: бацинет, в якому забрало кріпиться на дві петлі з боків шолома, і бацинети, які мають одне кріплення на лобовій частині шолома, на яке можна було, відкріпивши забороло, прикріпити нанісник для носіння під великим шоломом. Ця типово німецька риса бацинетів отримала назву «klappvisier». З початку XV століття бацинет починає трансформуватися в грандбацинет, який з'явився в 1390-1400 роках.
Існували також і бацинети для піхотинців, які відрізнялися тим, що мали загнуті краї та були досить малі за розміром.

## Галерея

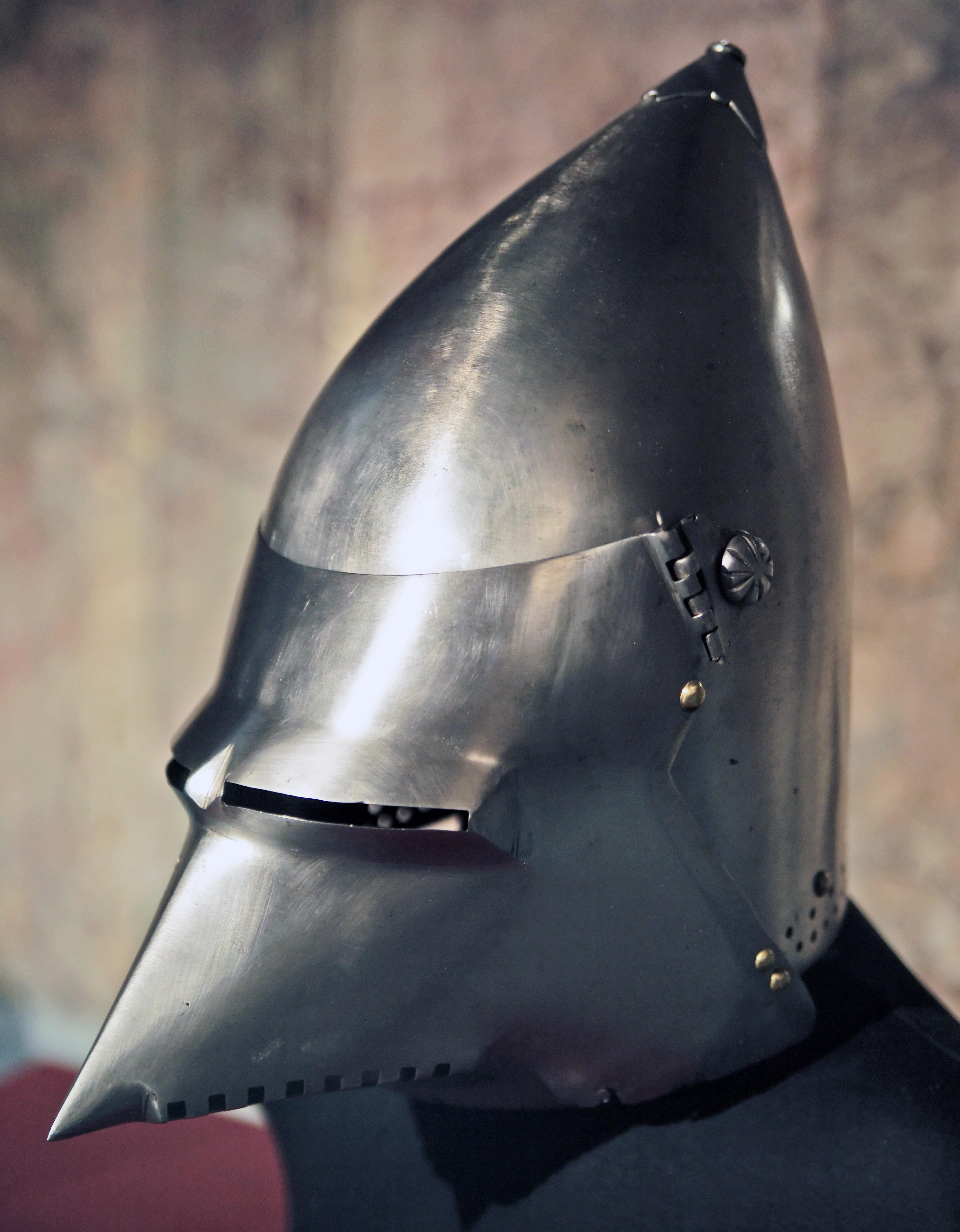
Бацинет Ернста Австрійського, Північна Італія, бл. 1400 (Музей історії мистецтв)
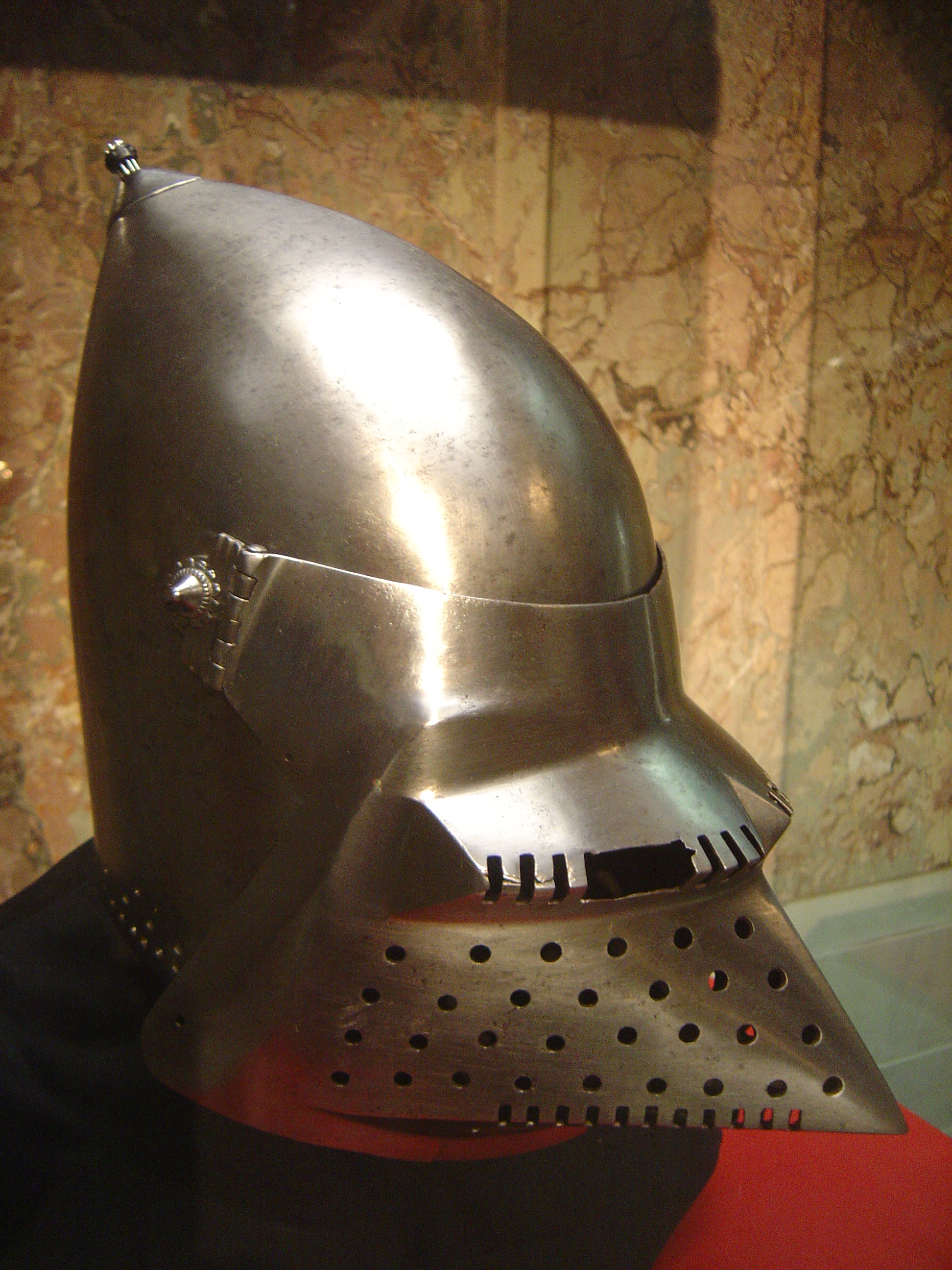
Італійські зразки мають майже пряму задню стінку

### Музей мистецтва Метрополітен

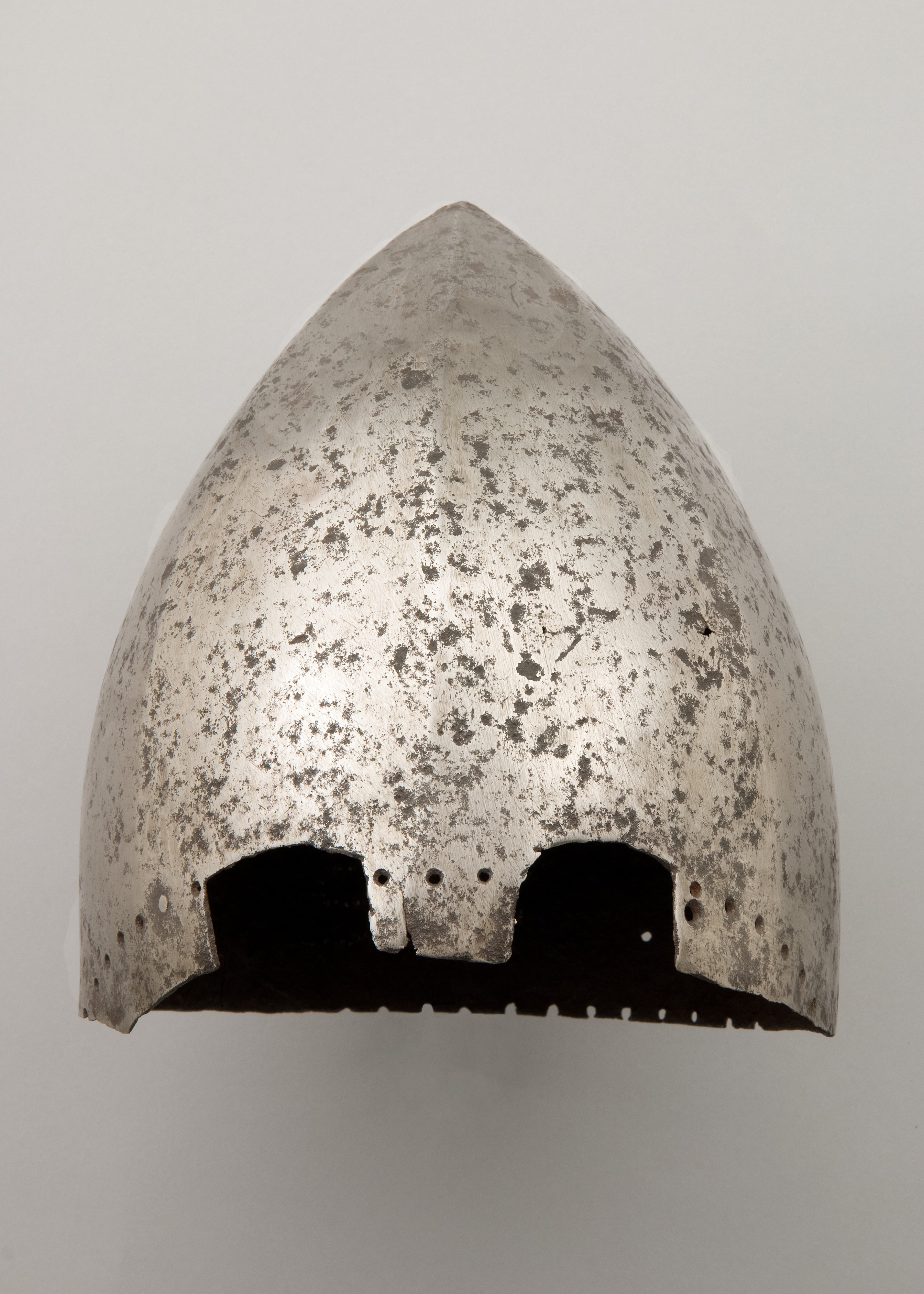
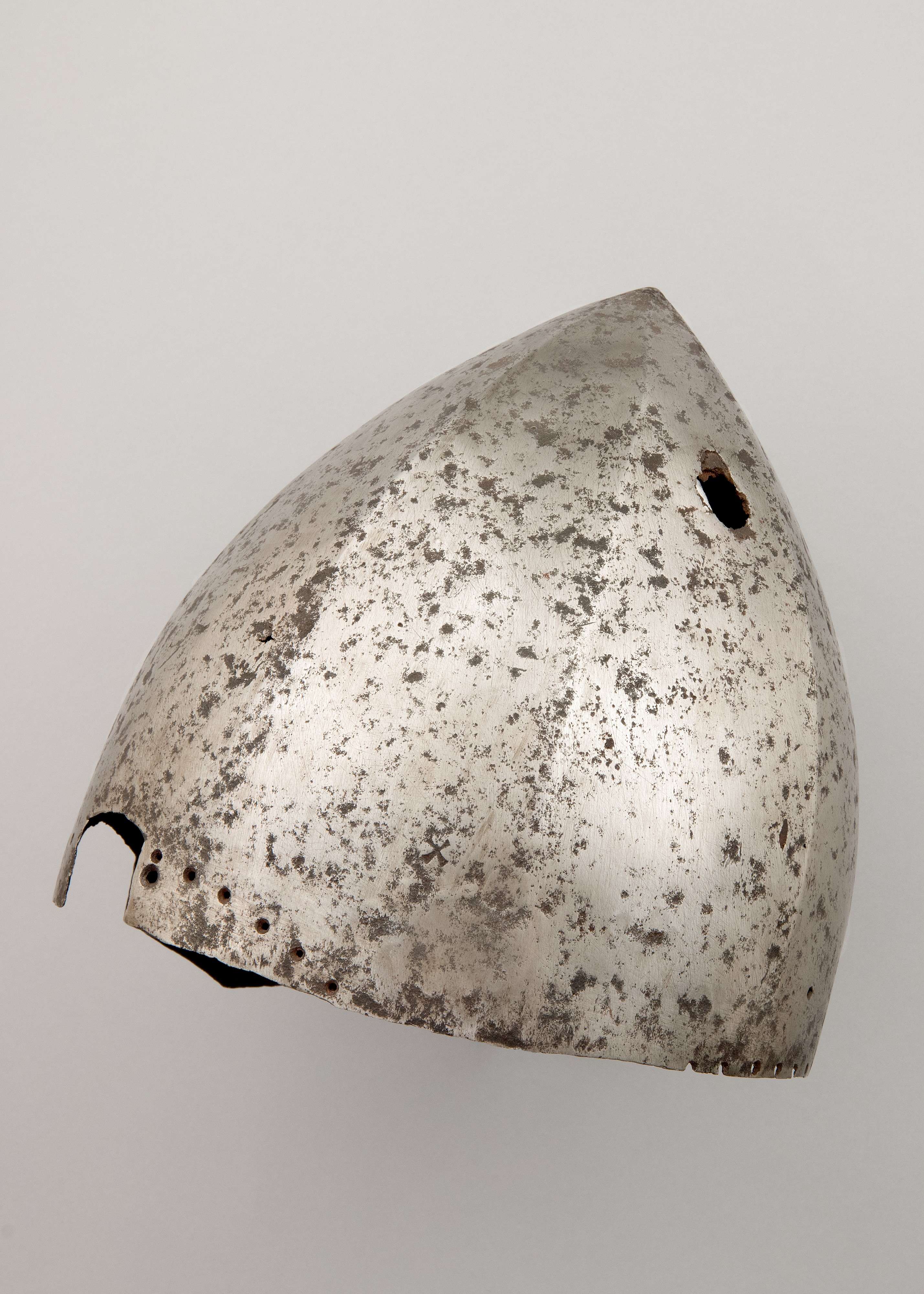
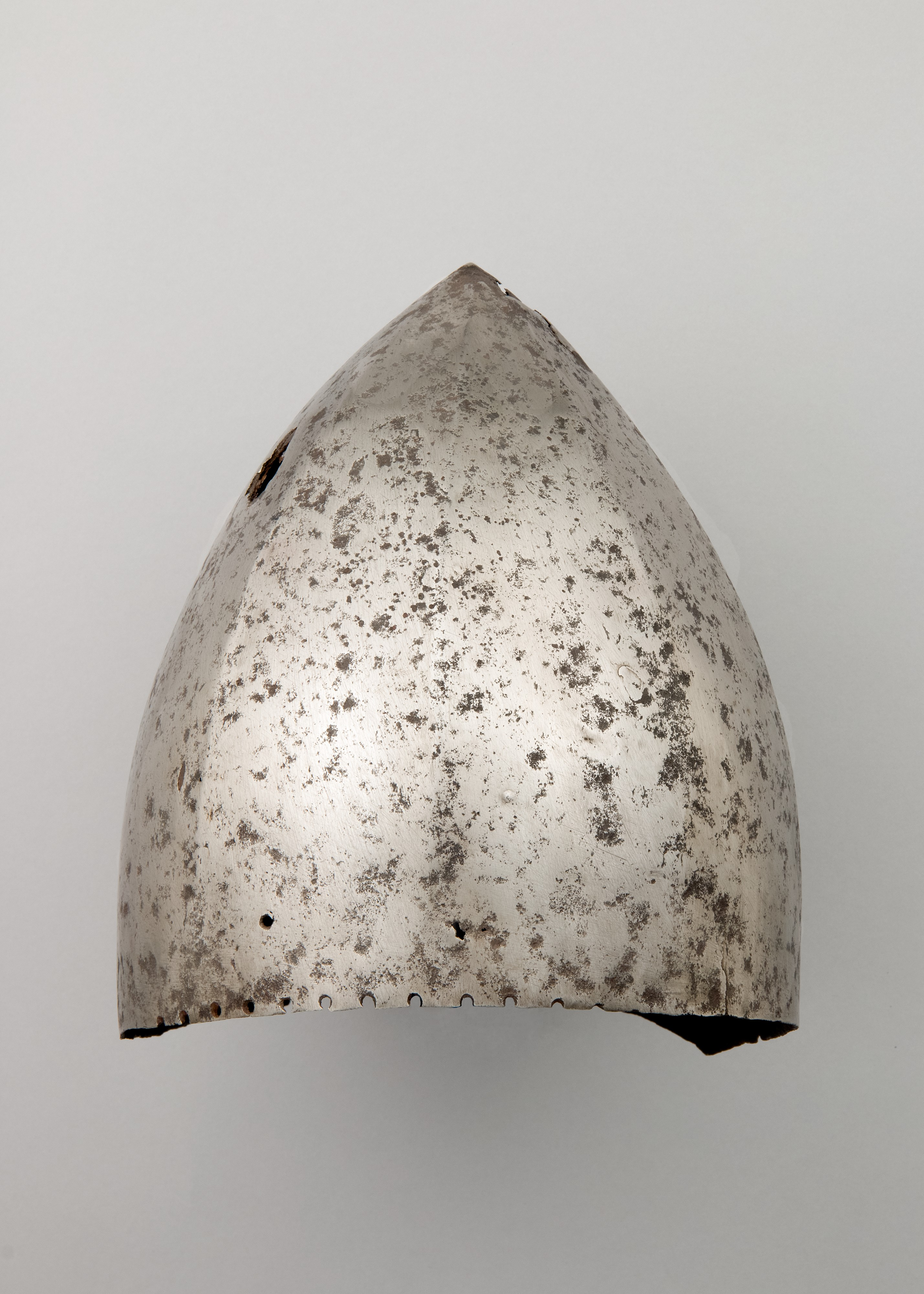
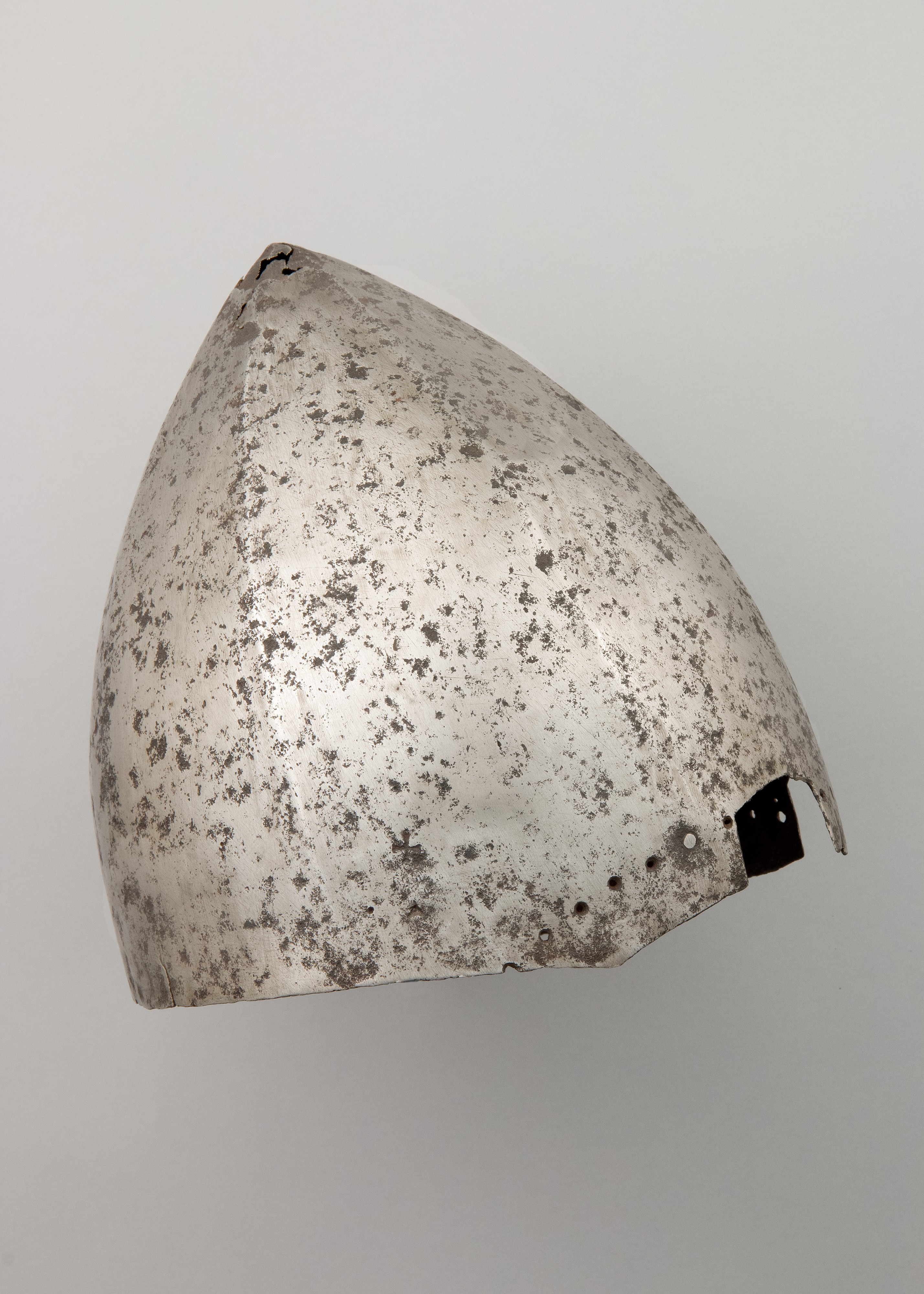
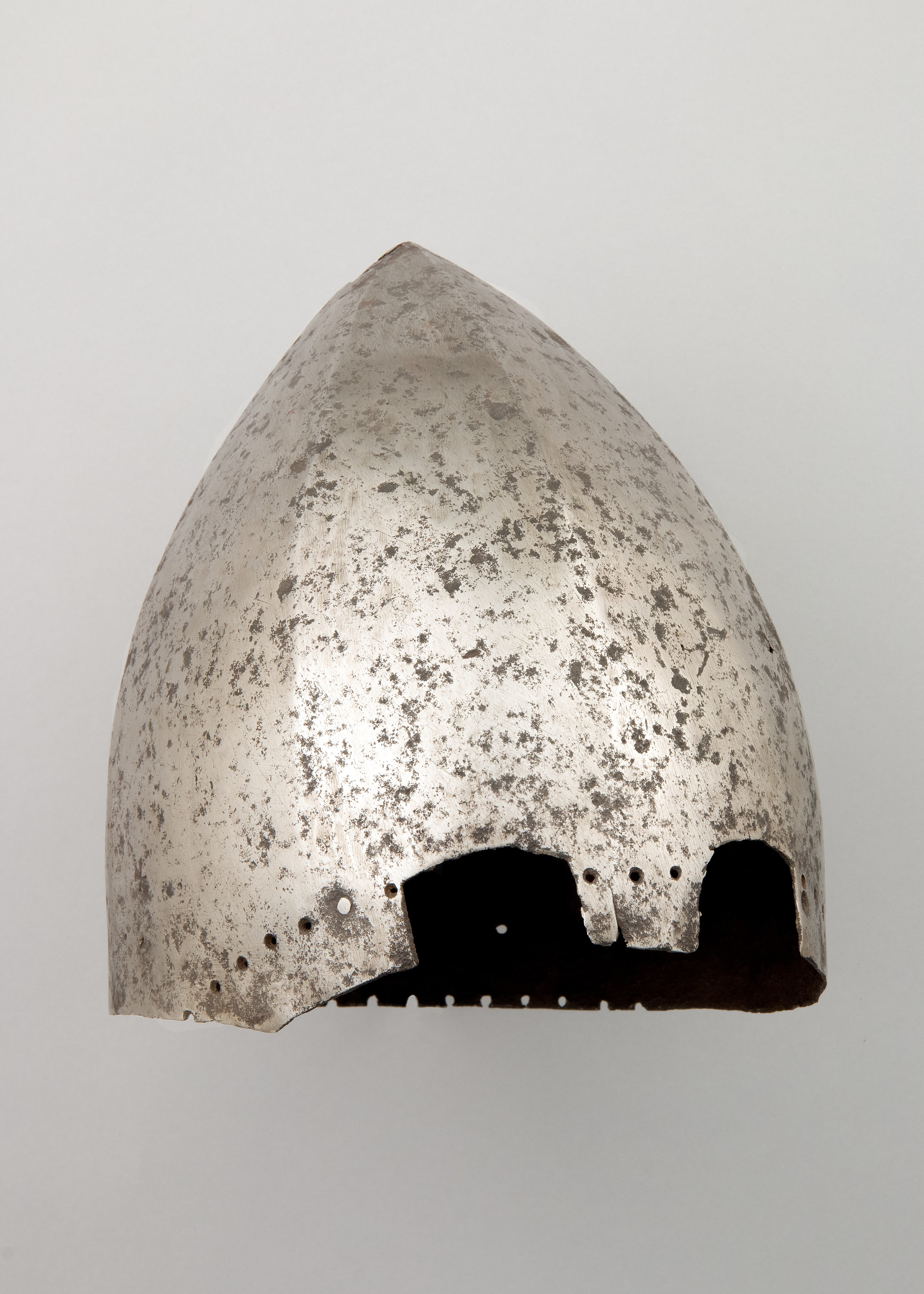
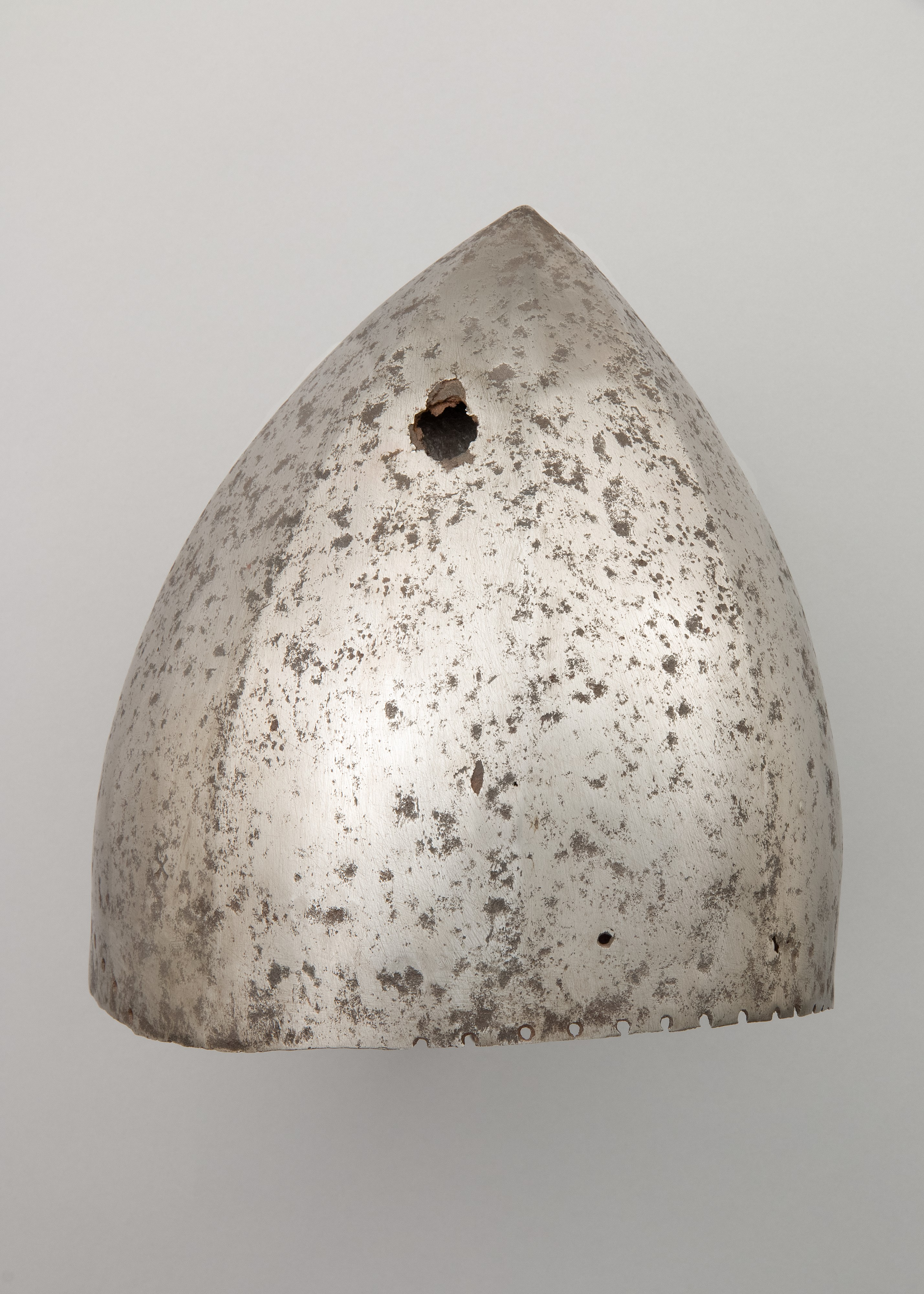
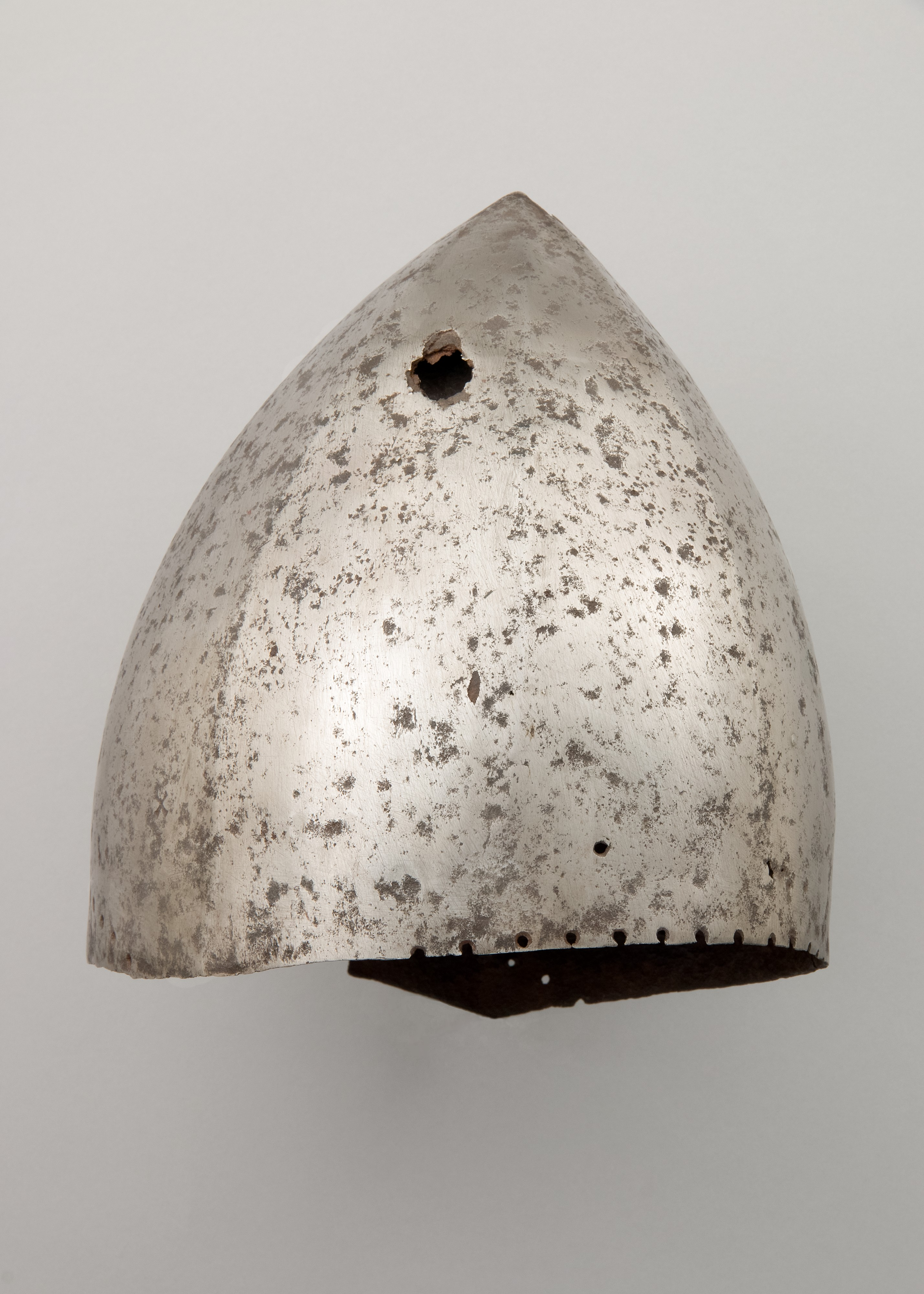

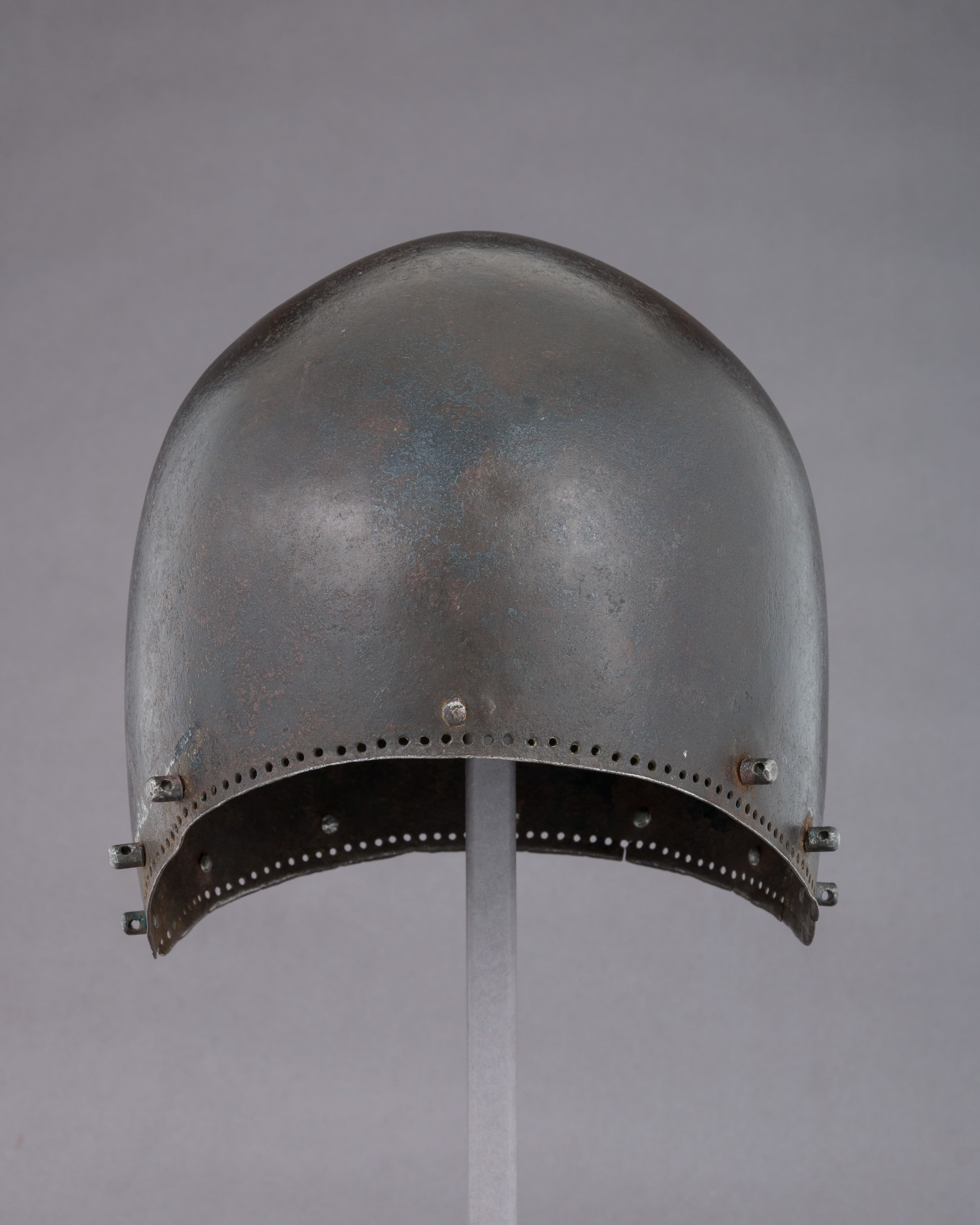
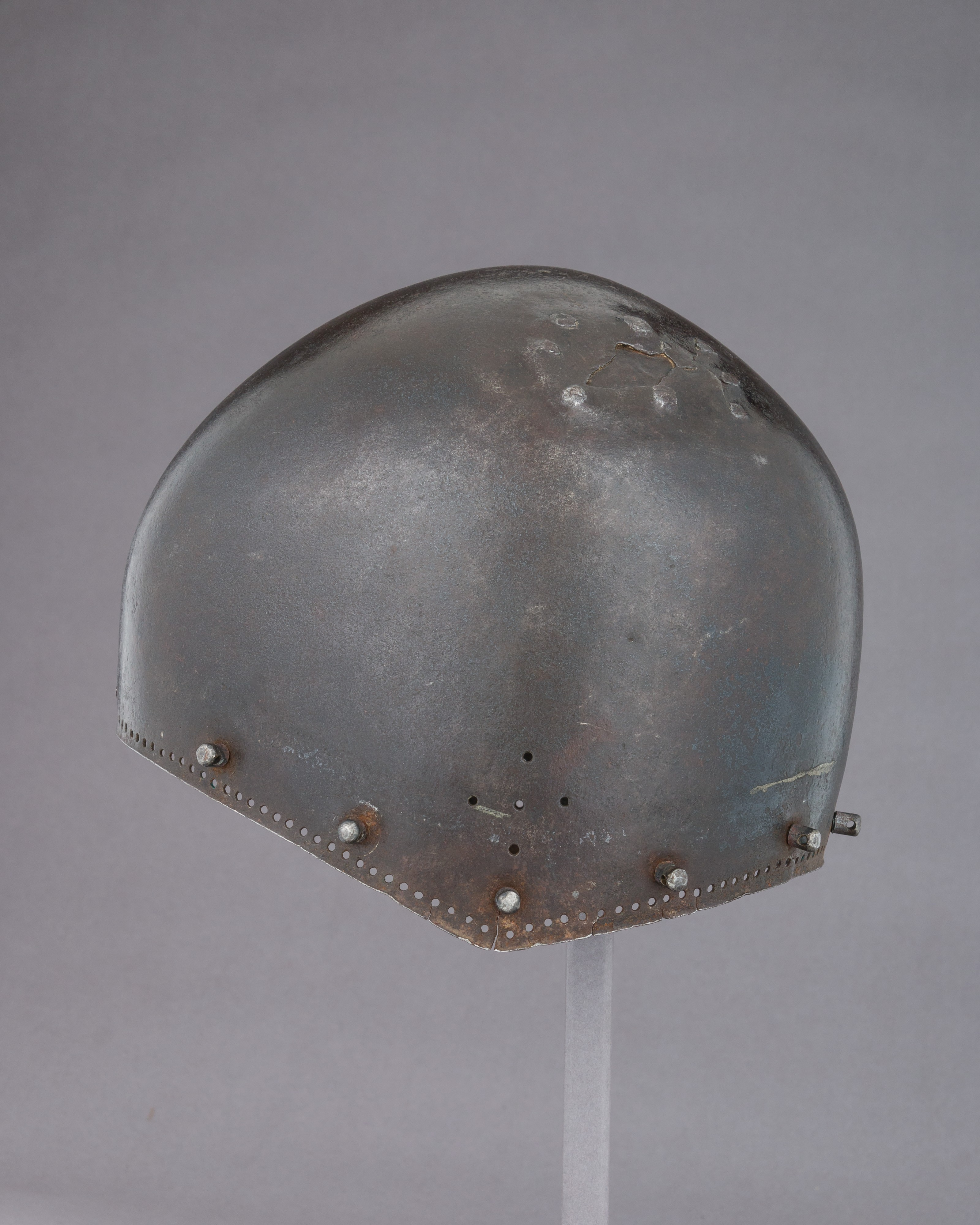
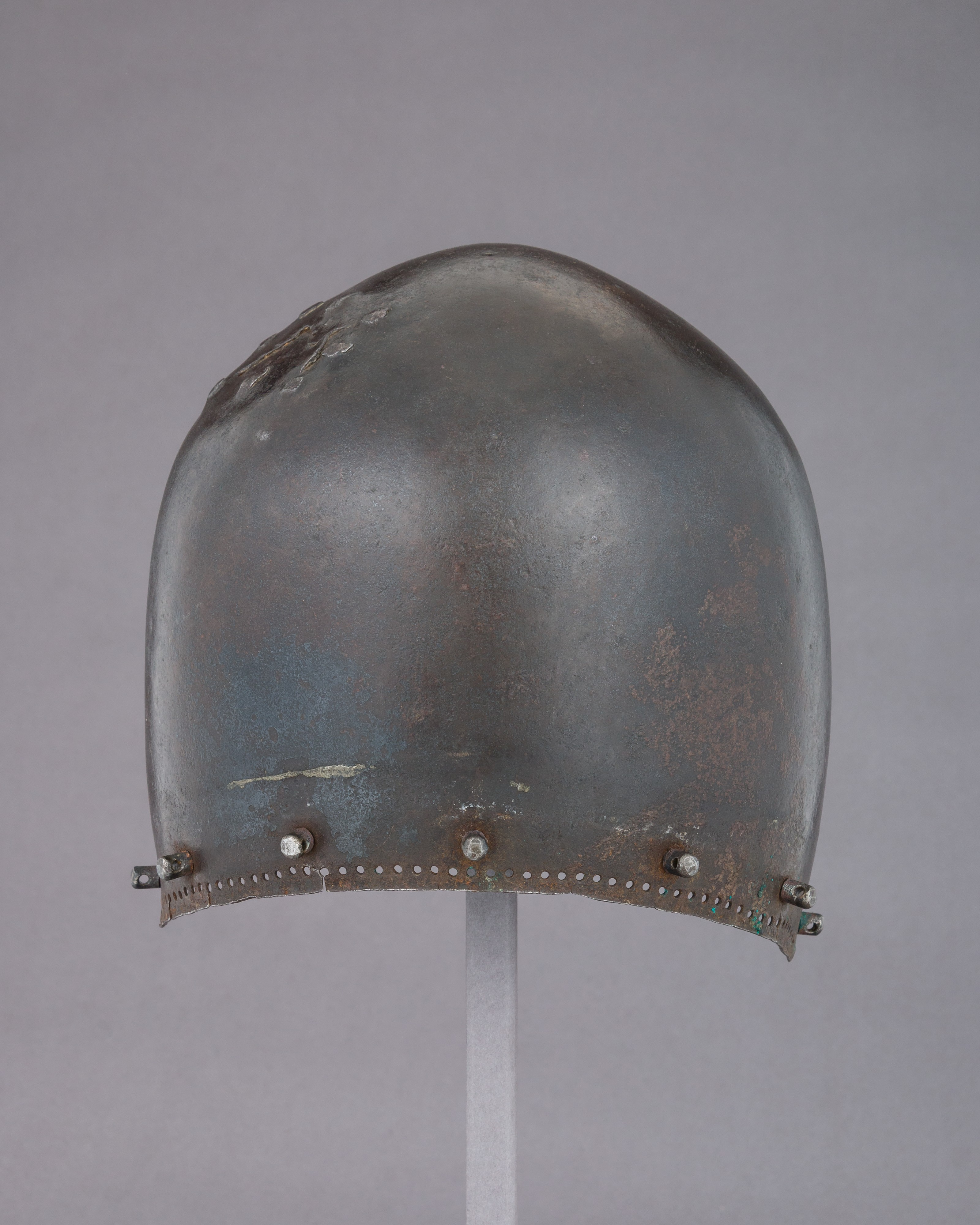
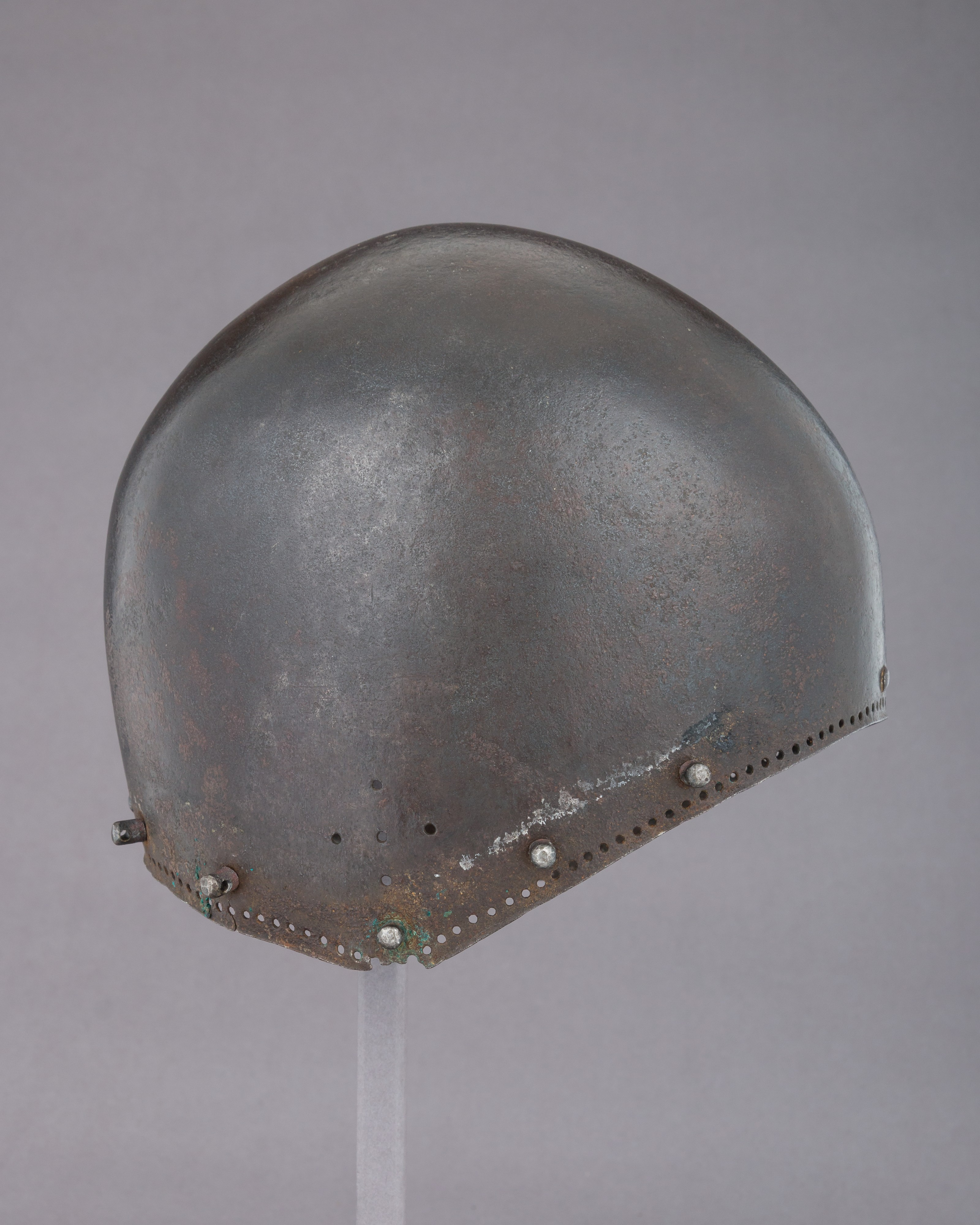
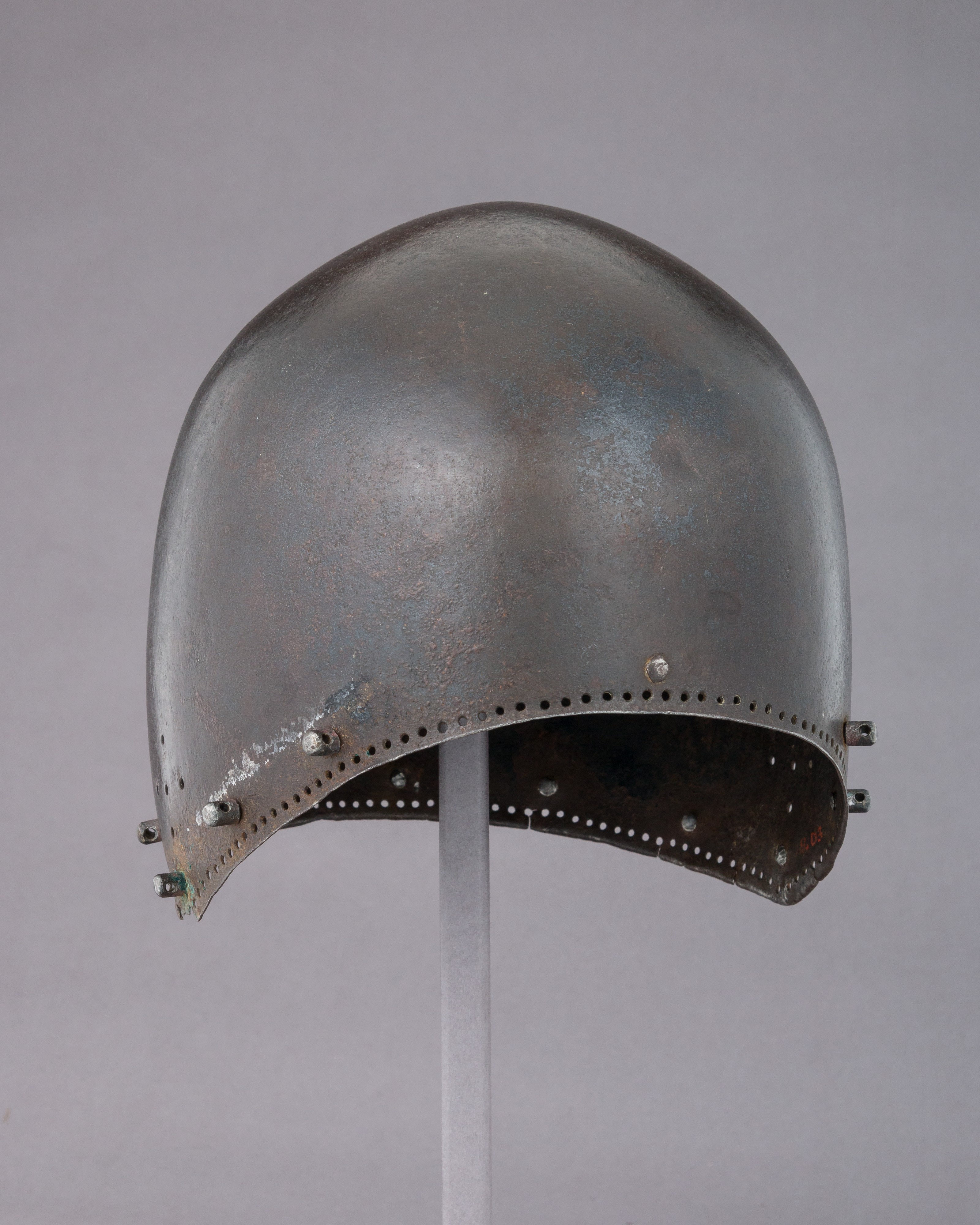

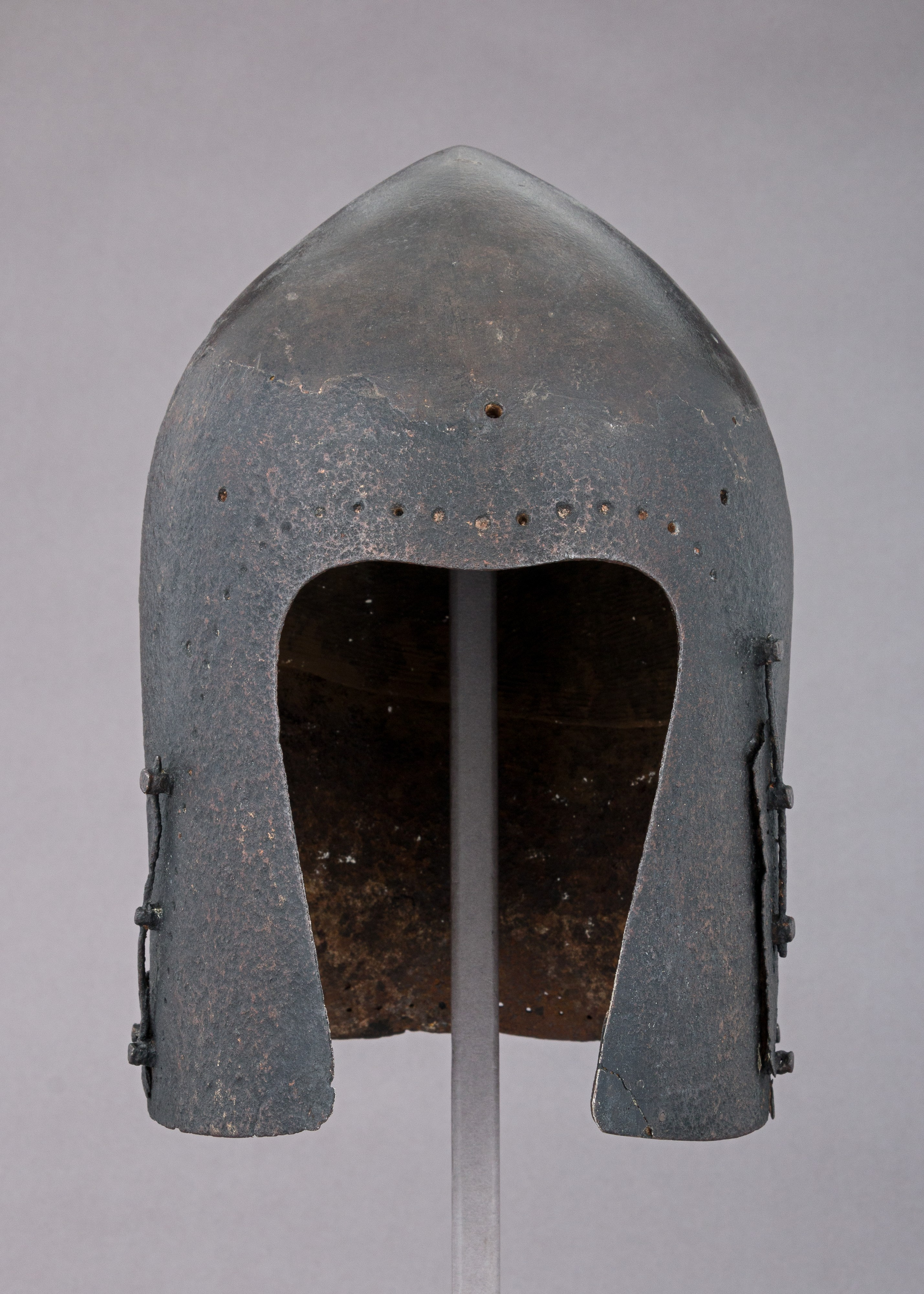
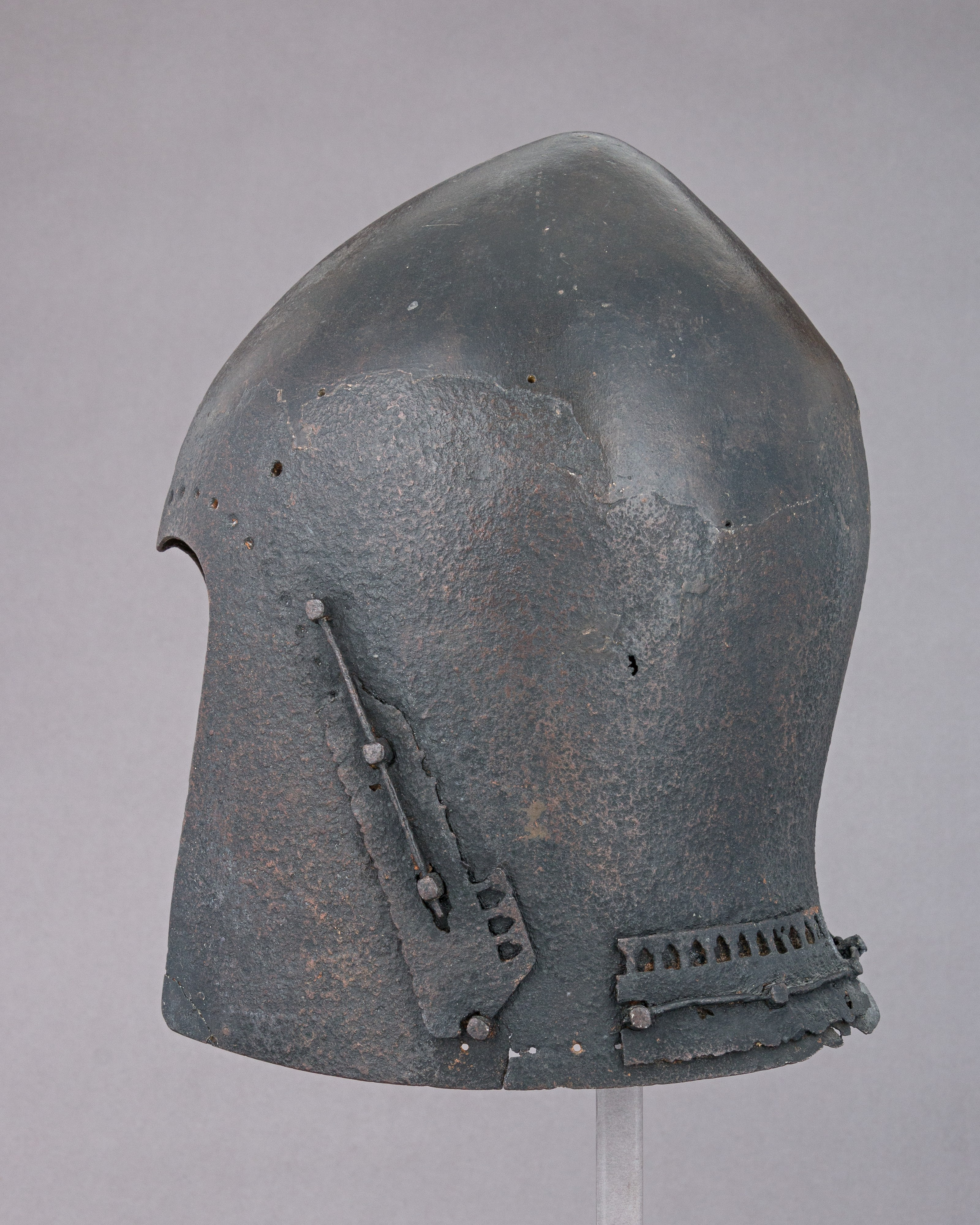
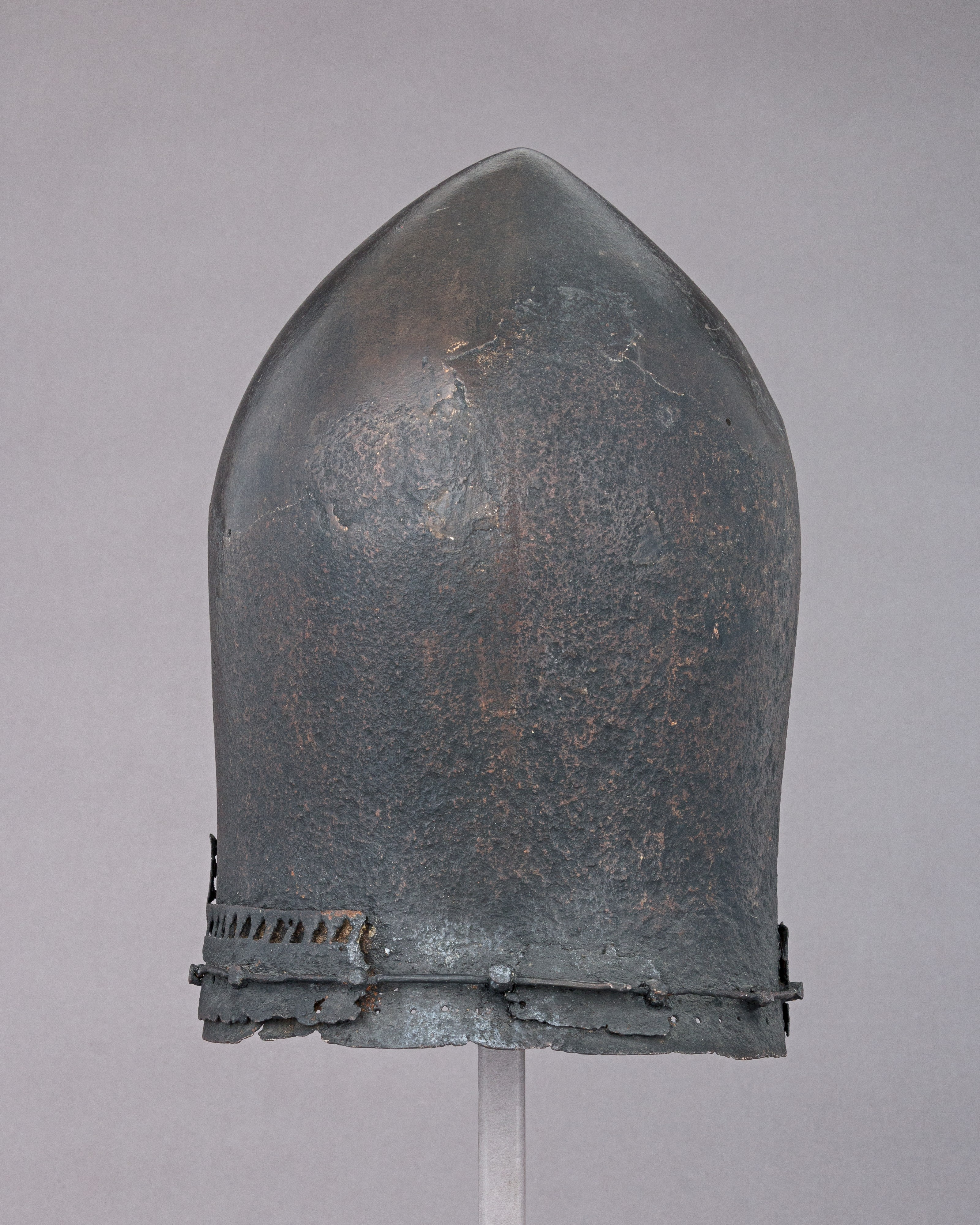
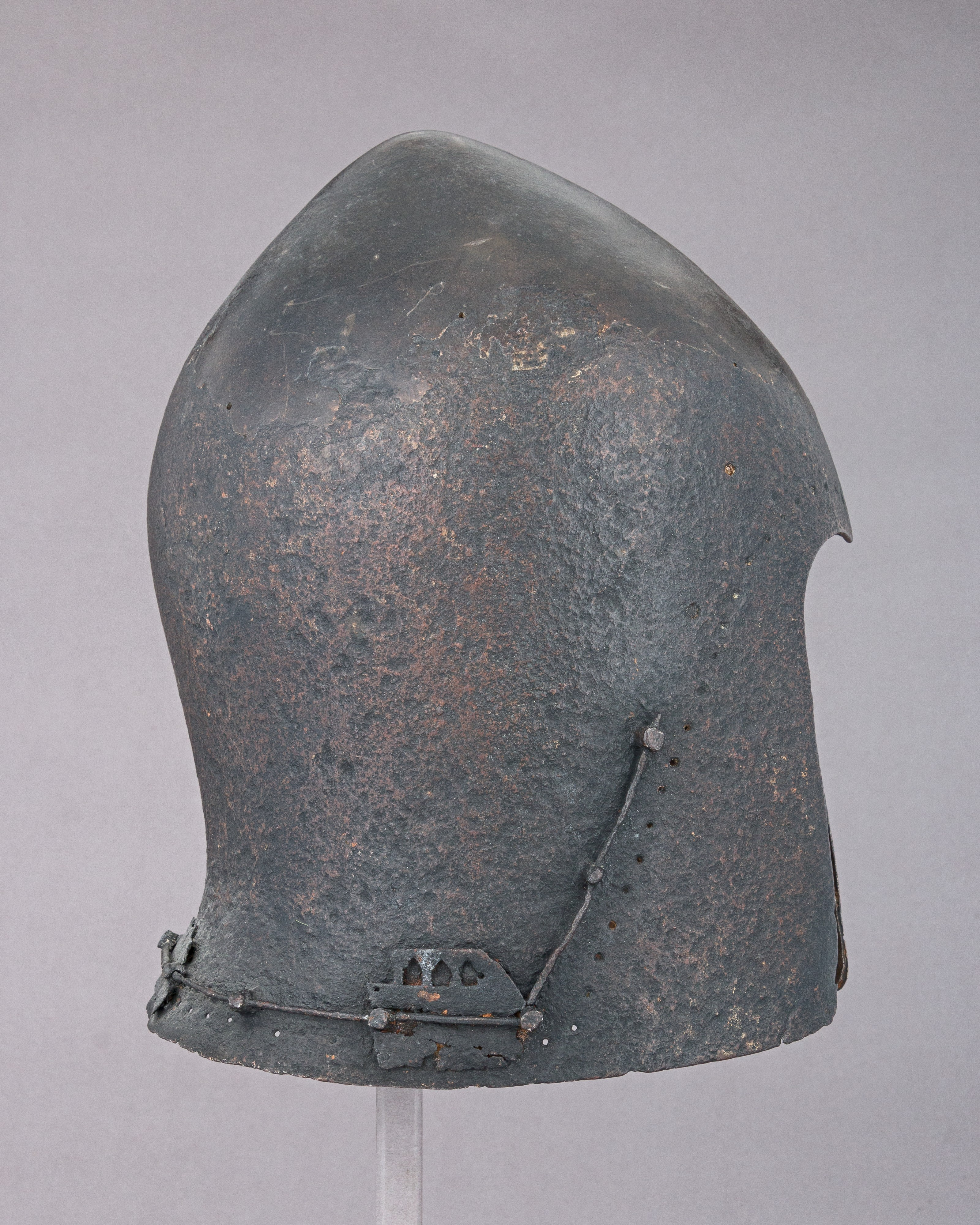
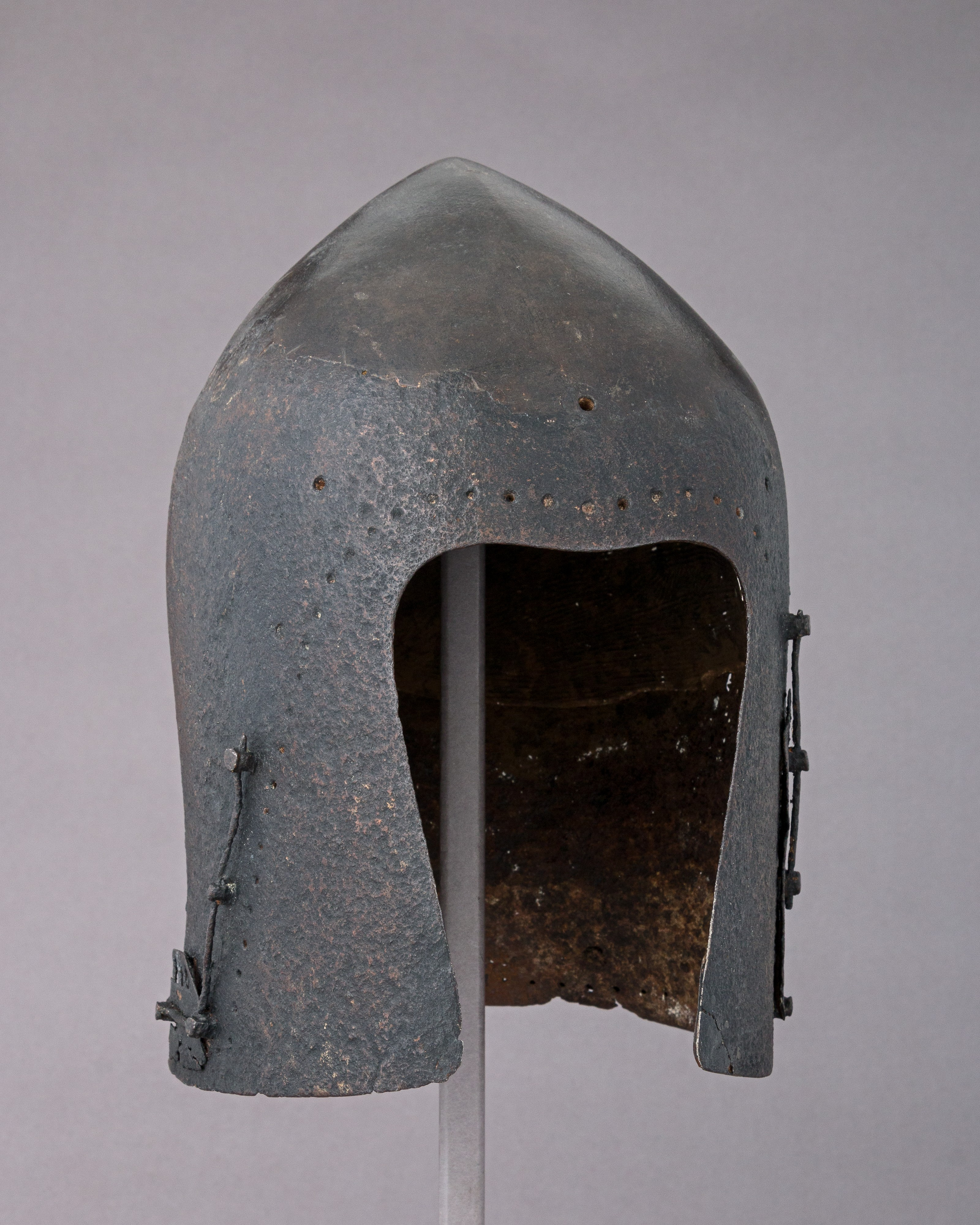

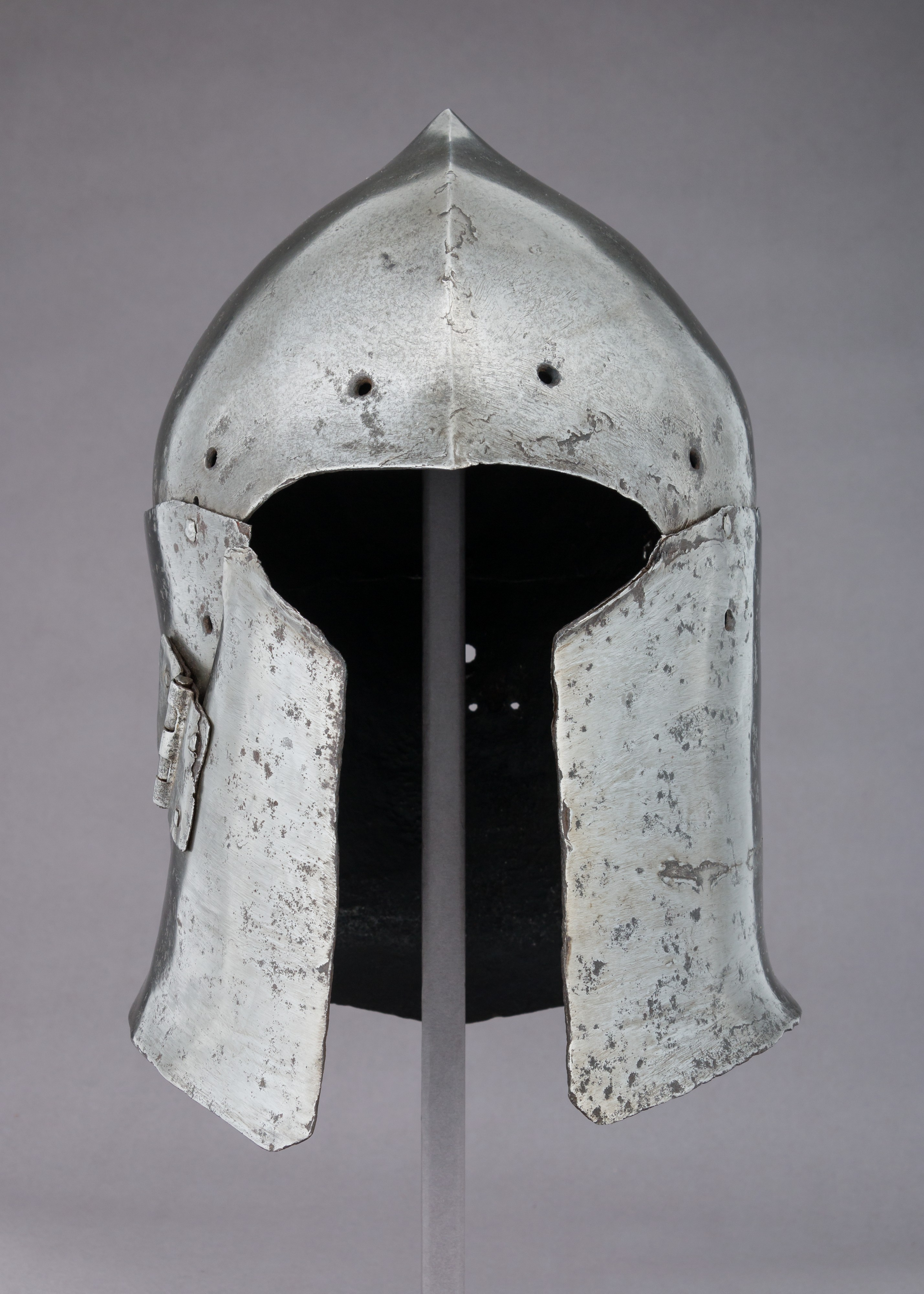
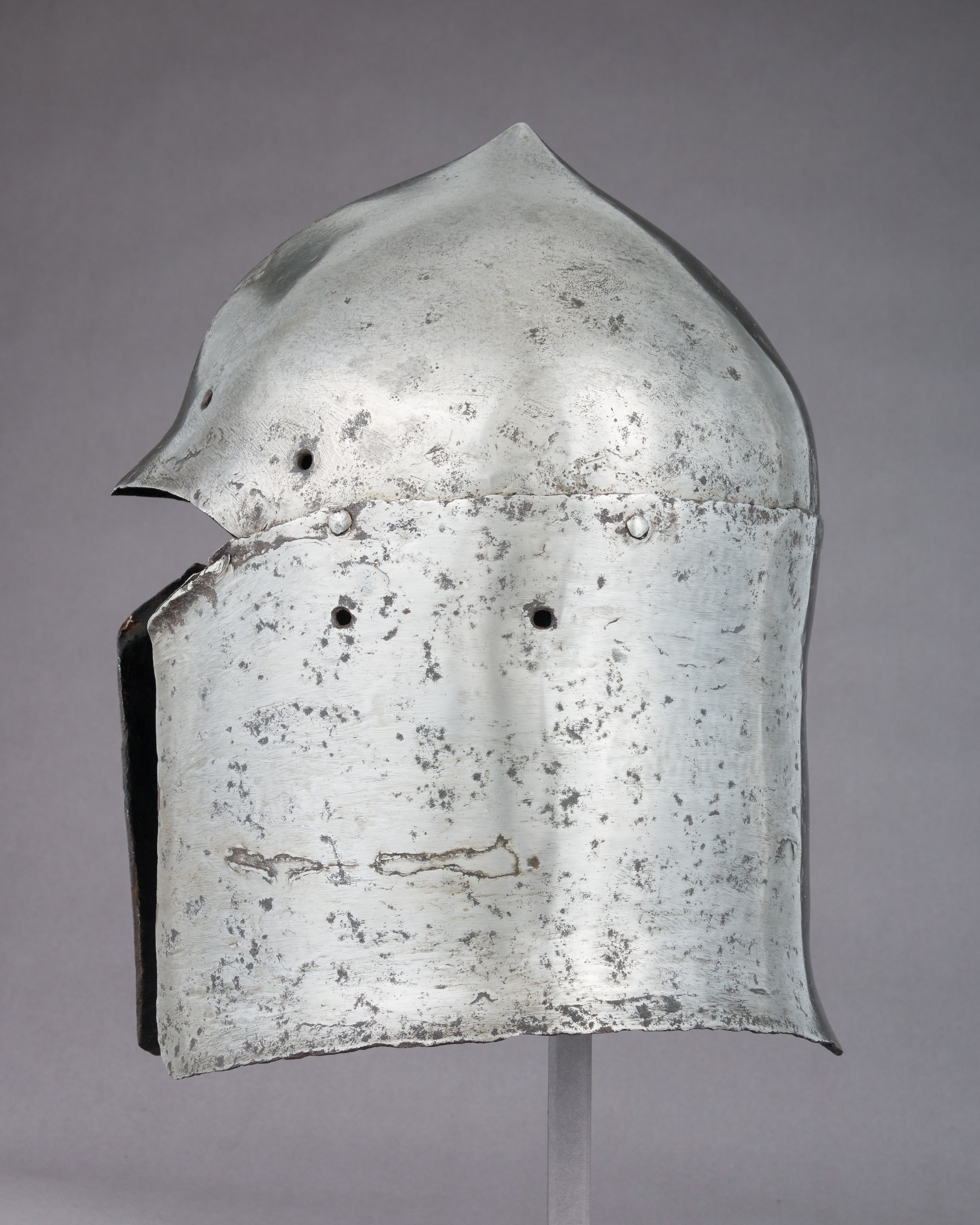
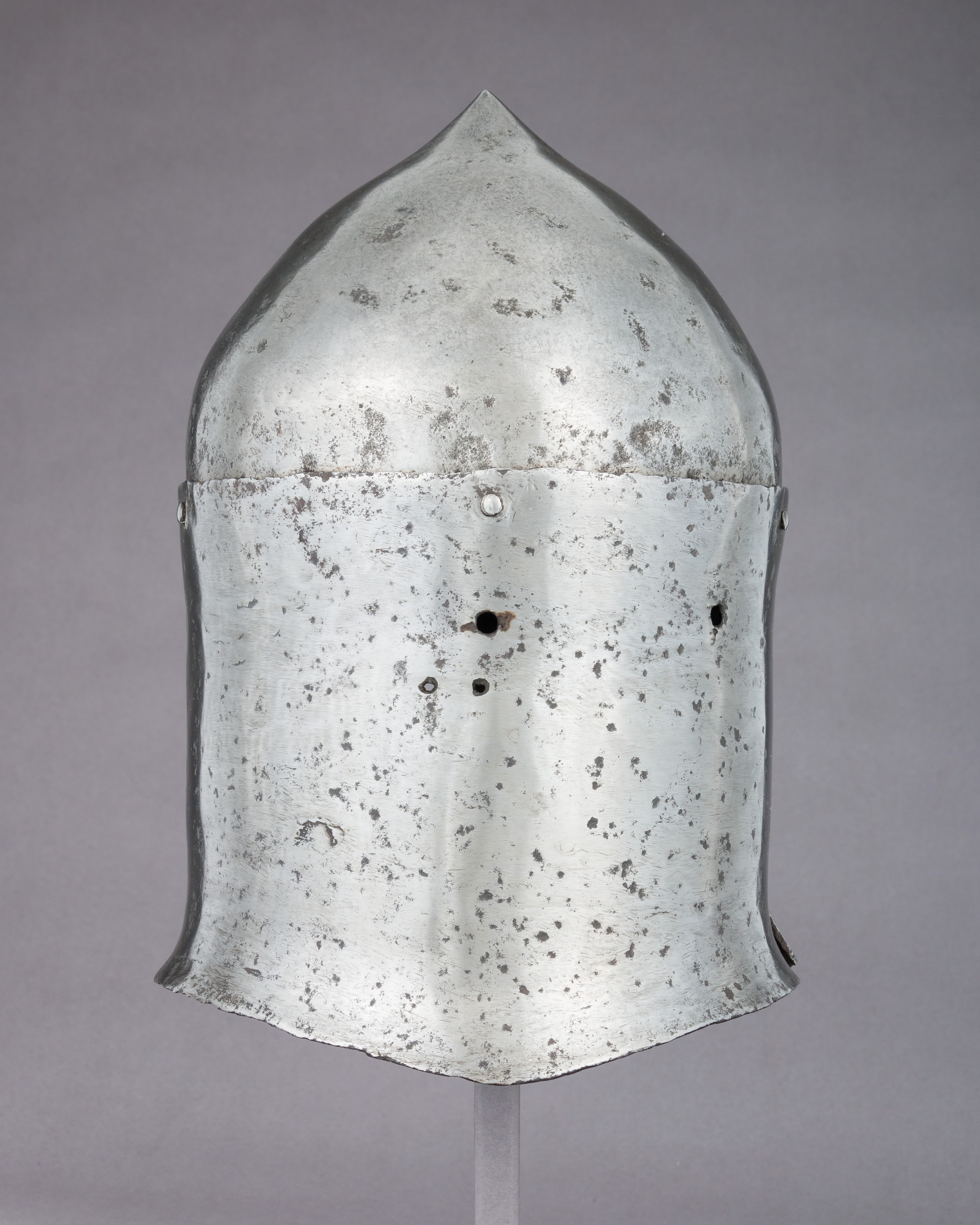
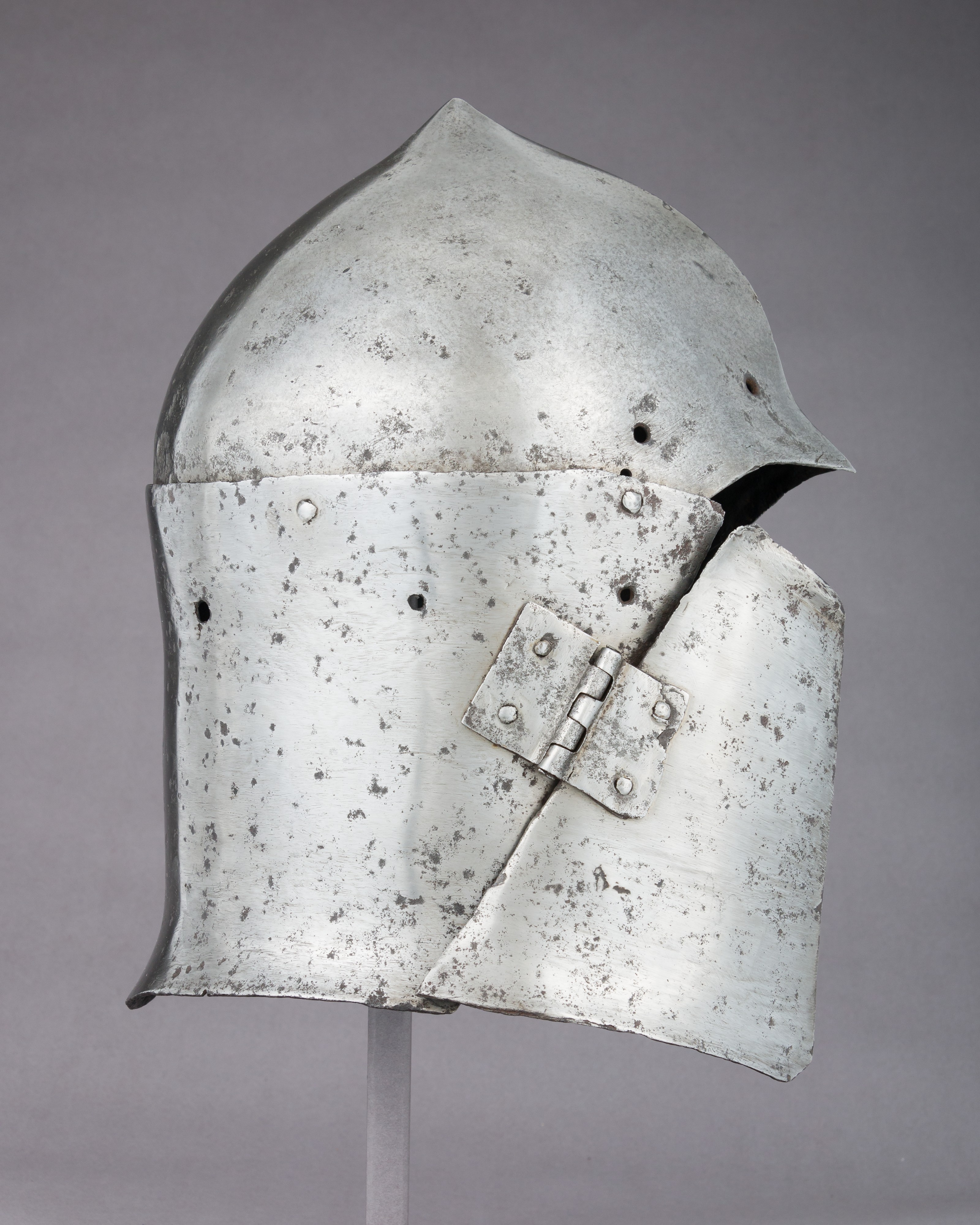
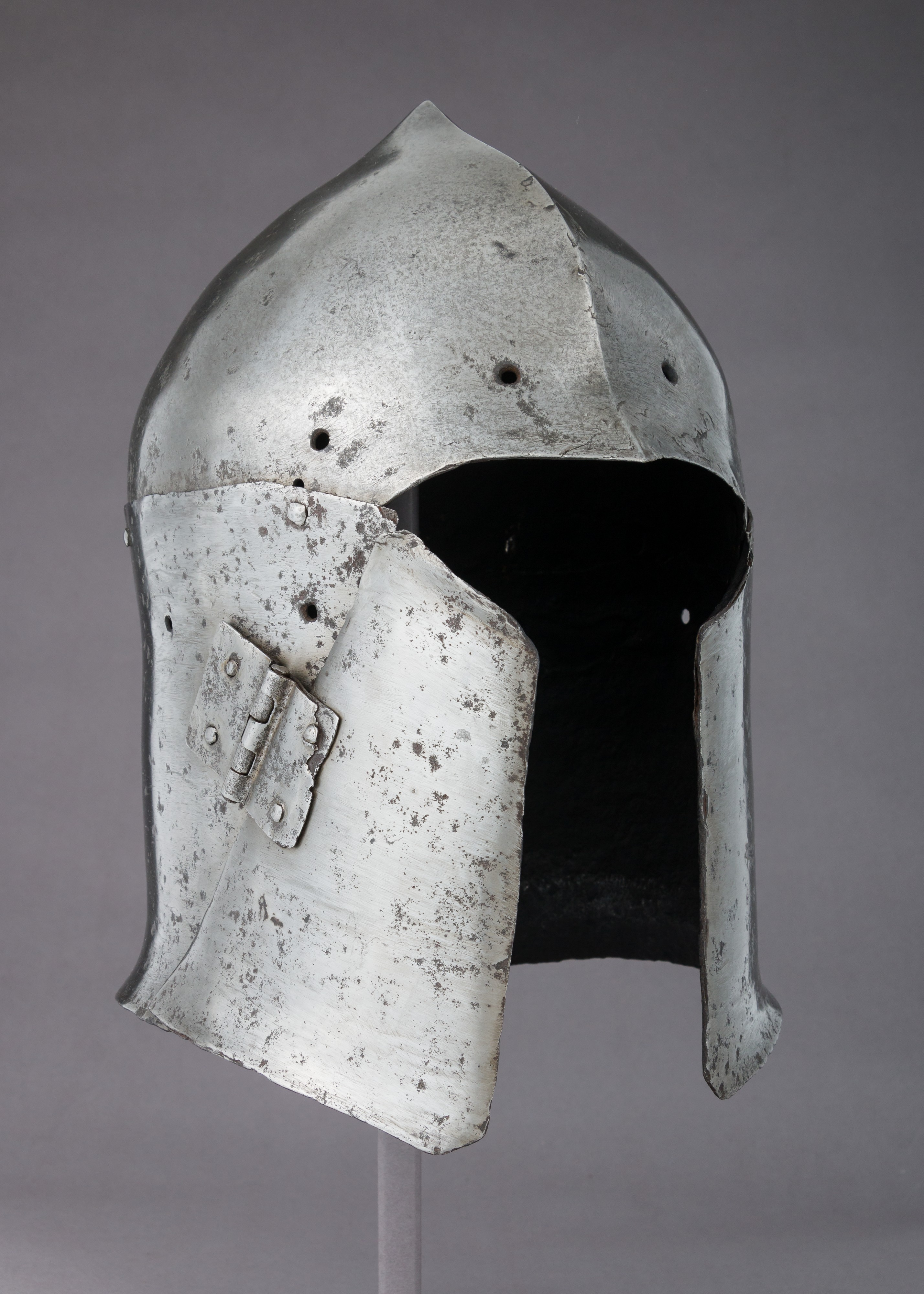

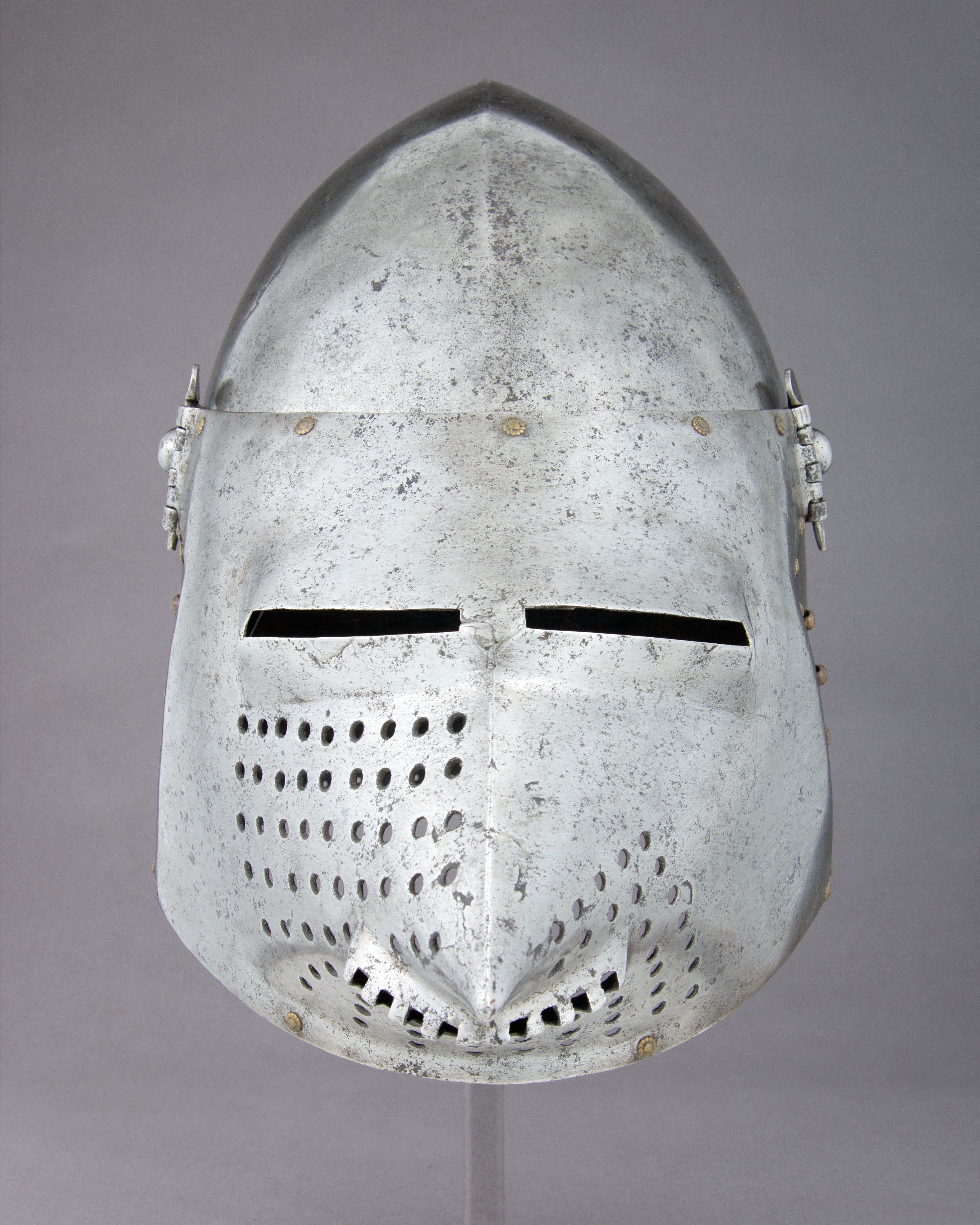
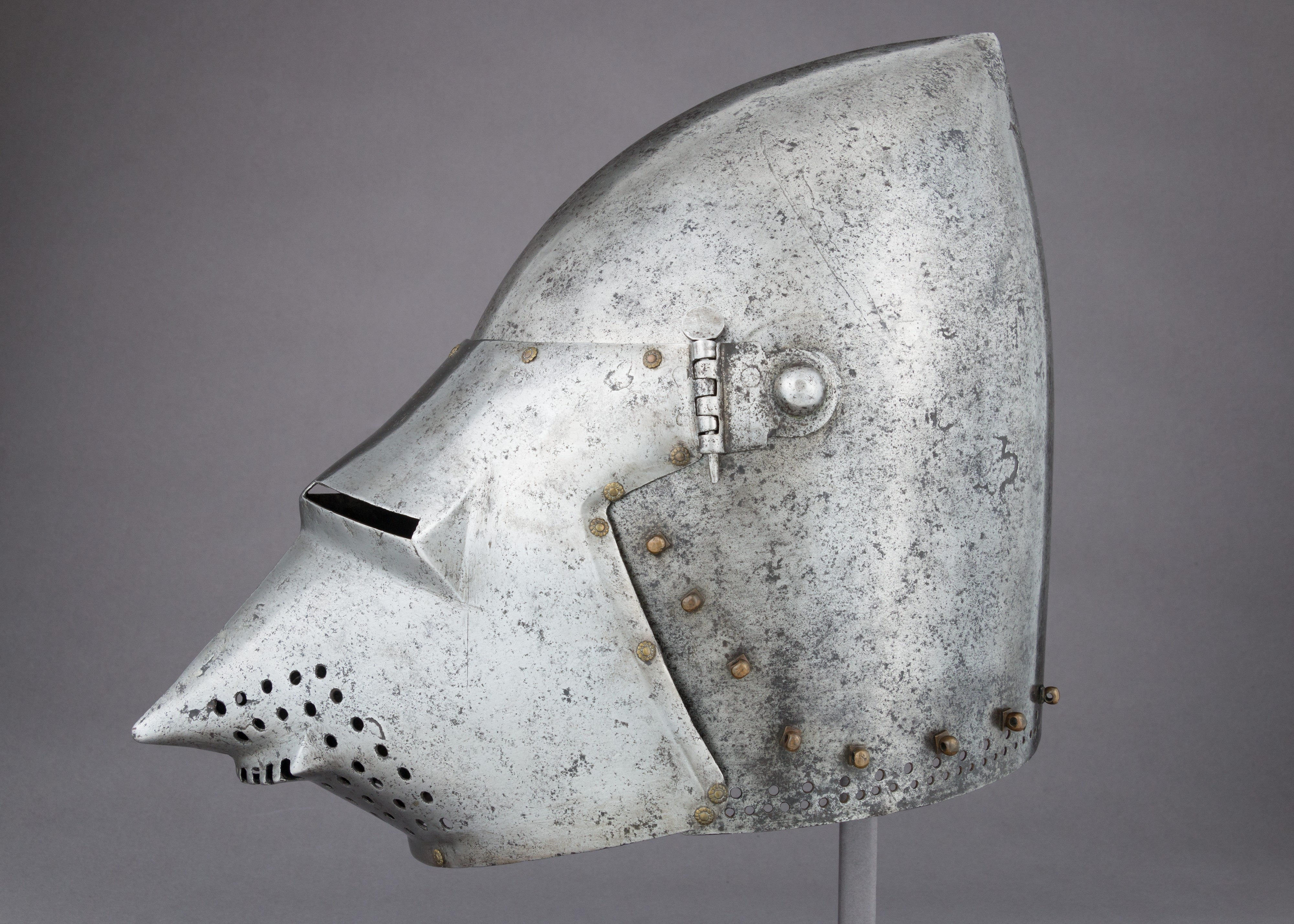
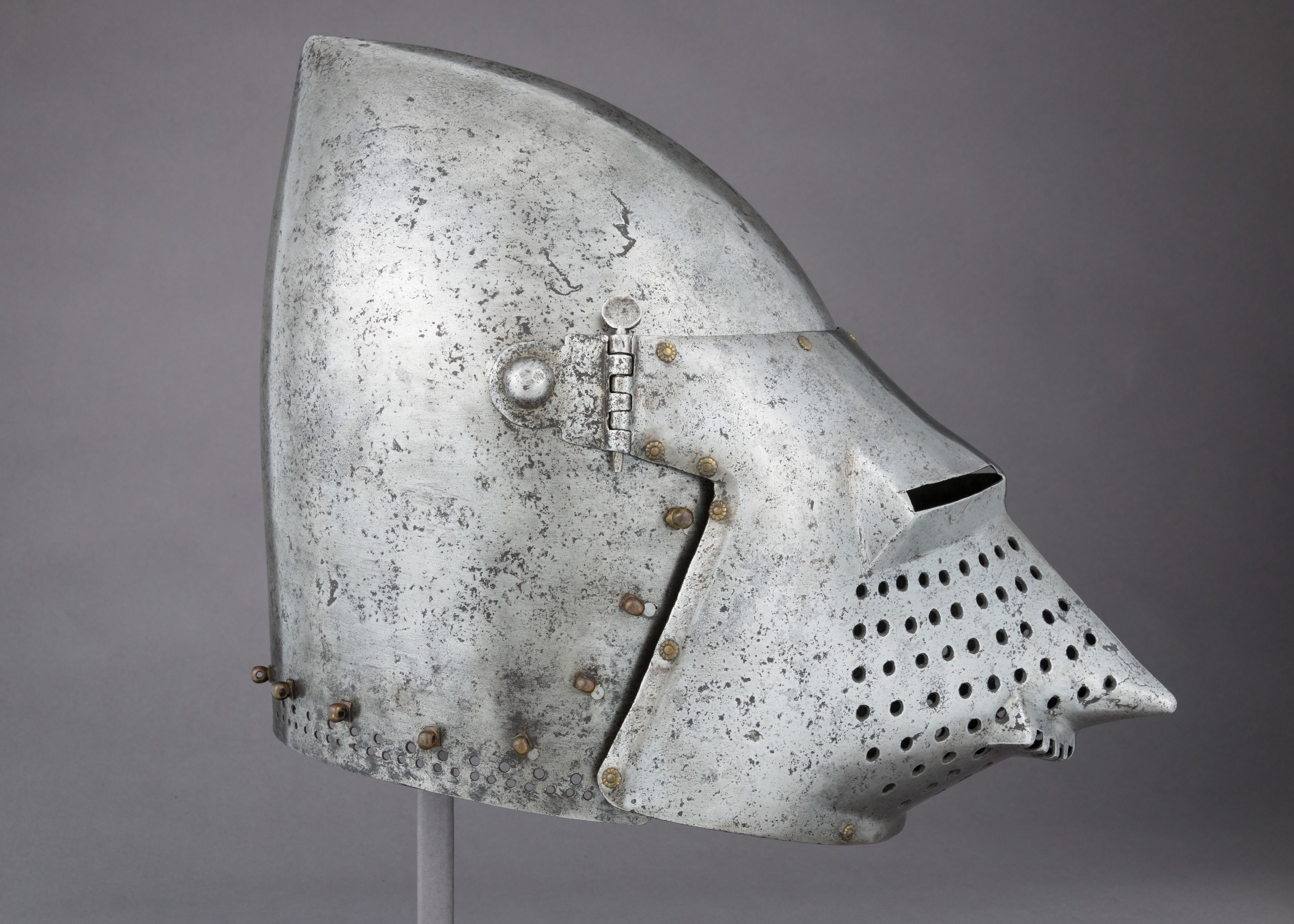
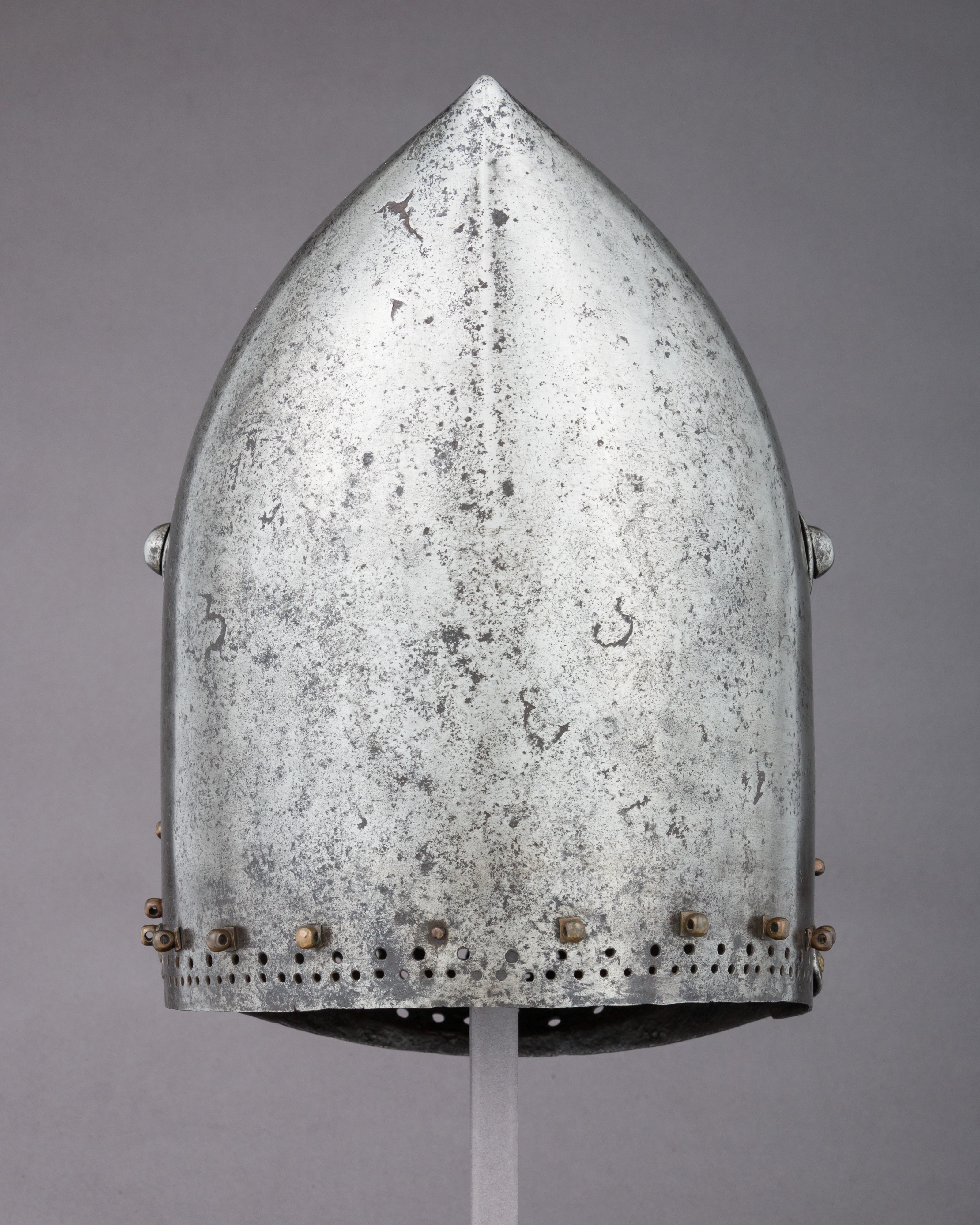
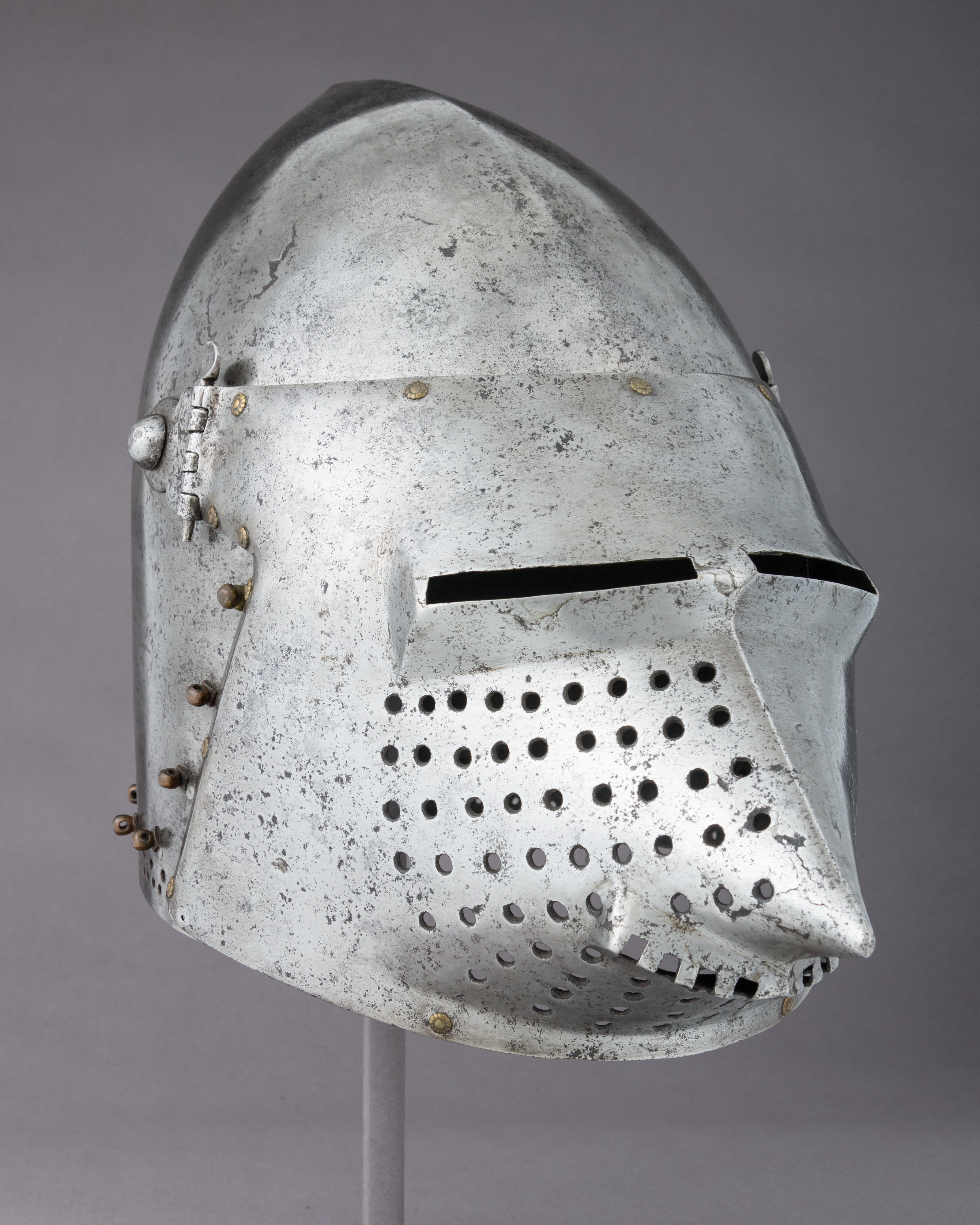

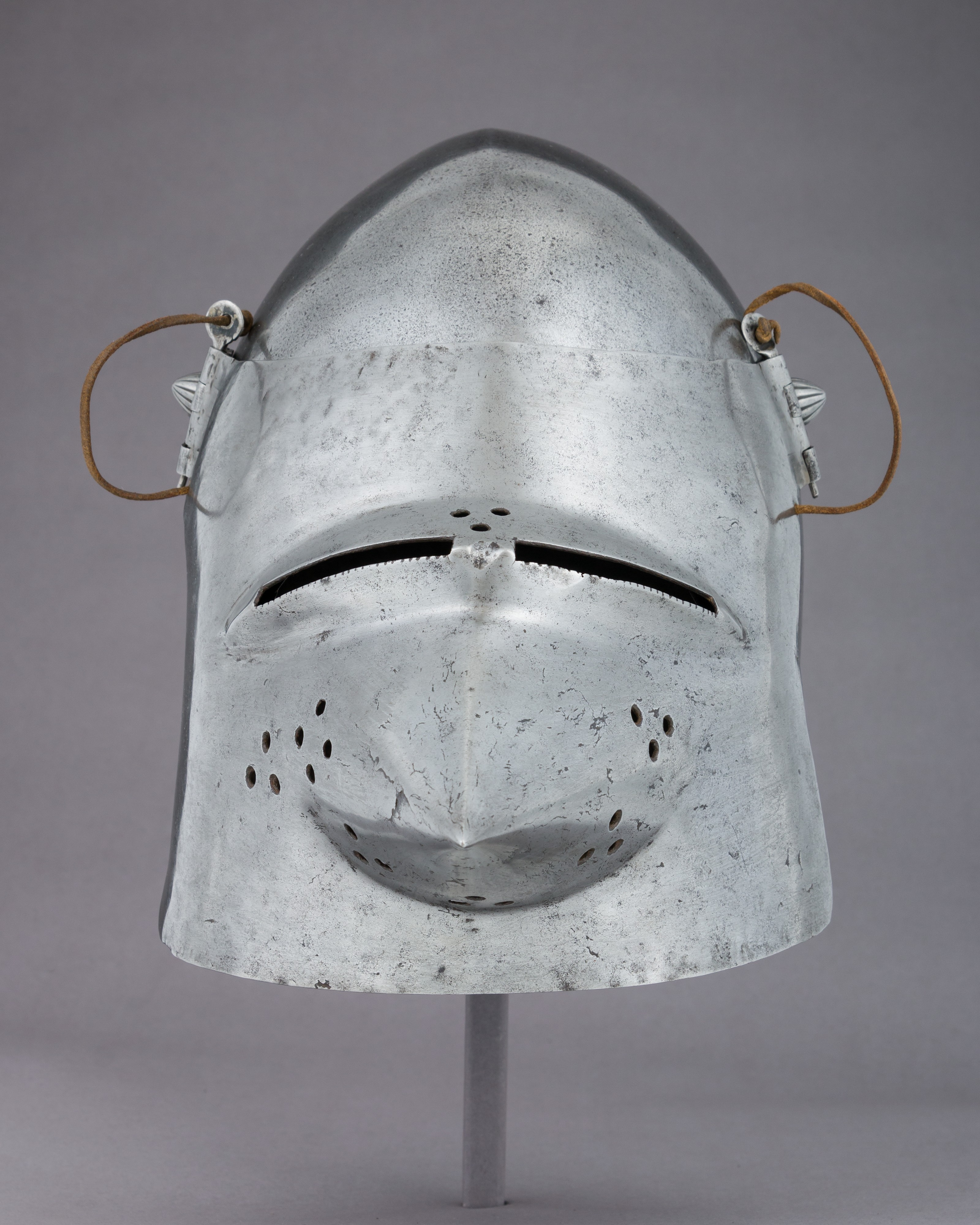
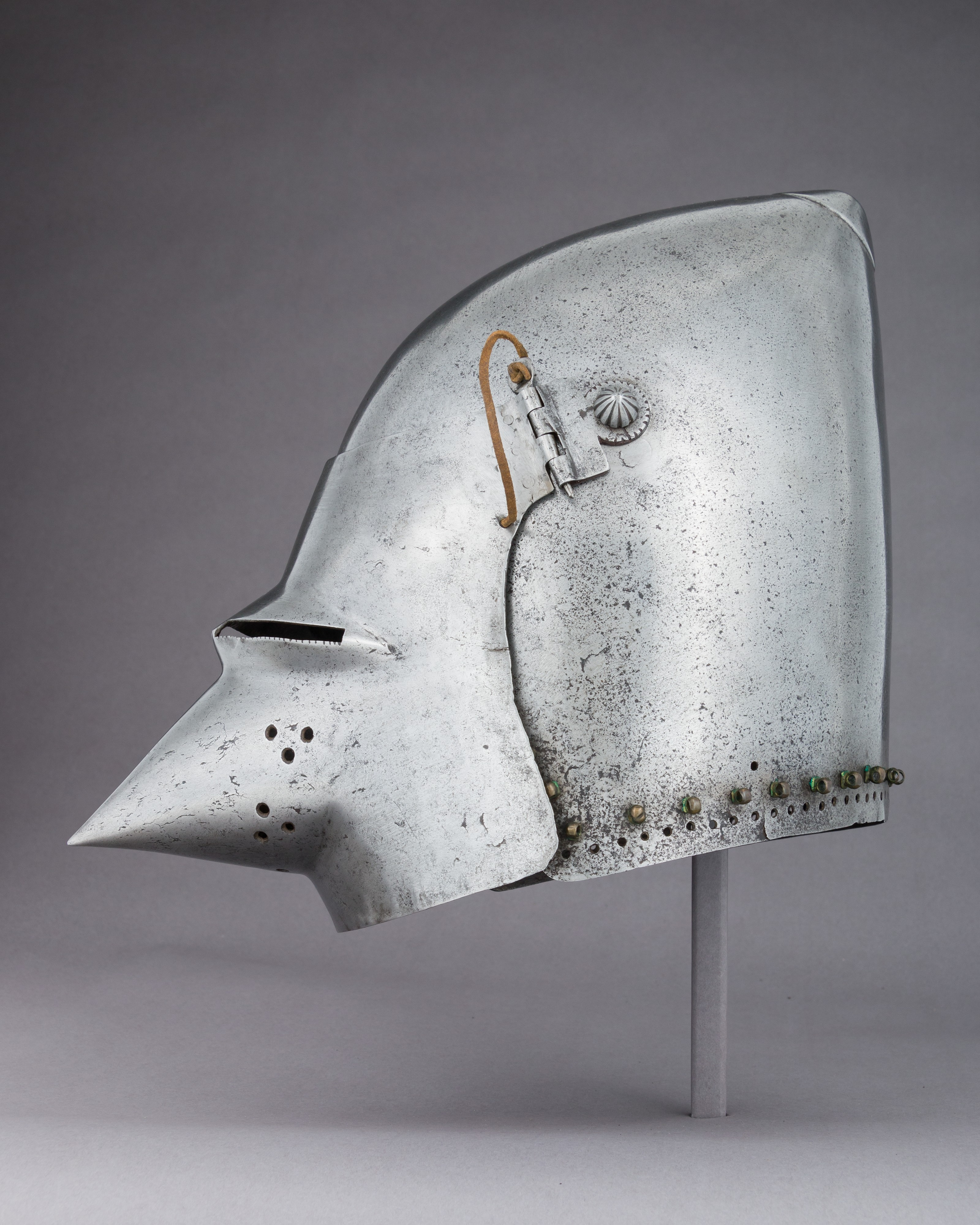
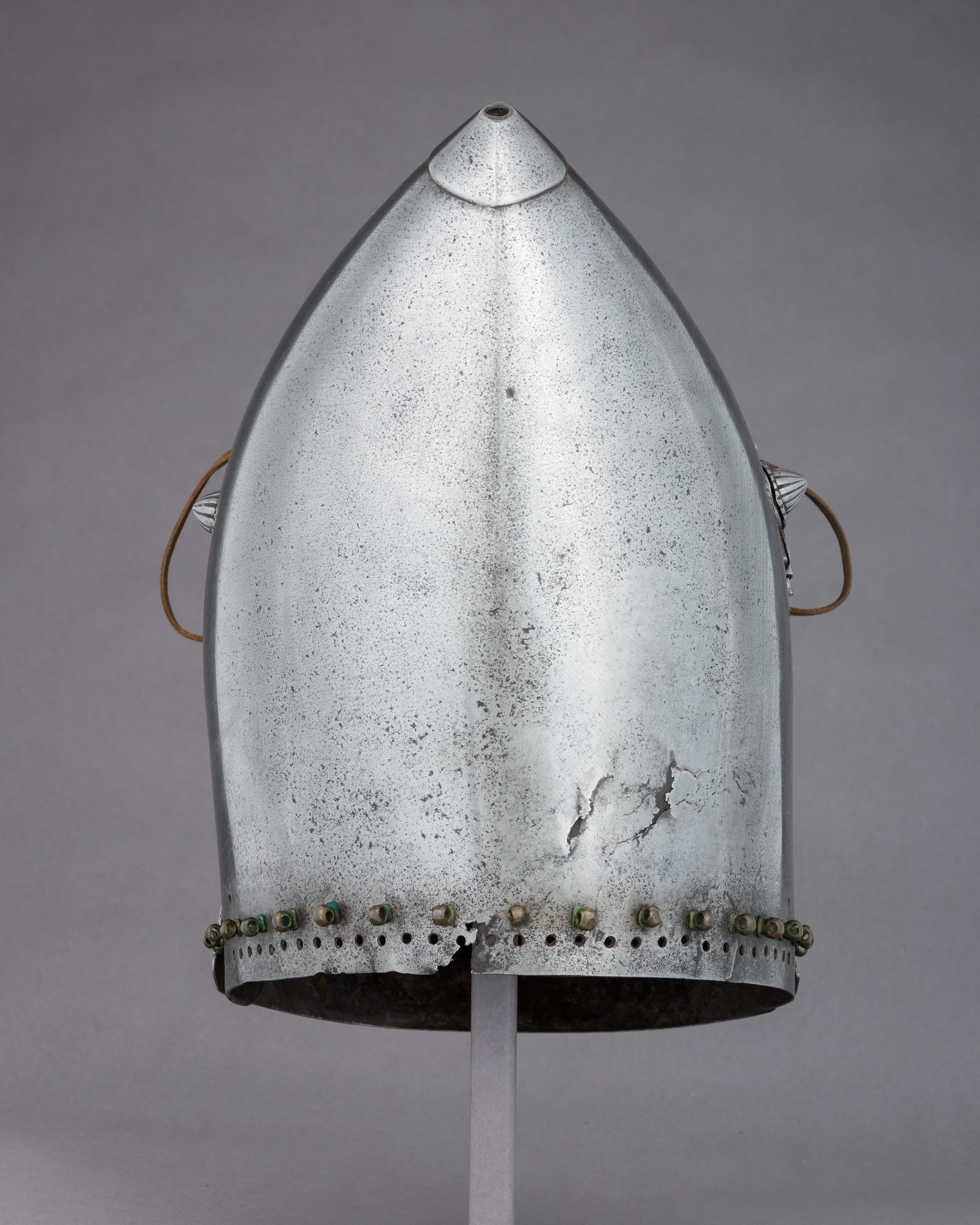
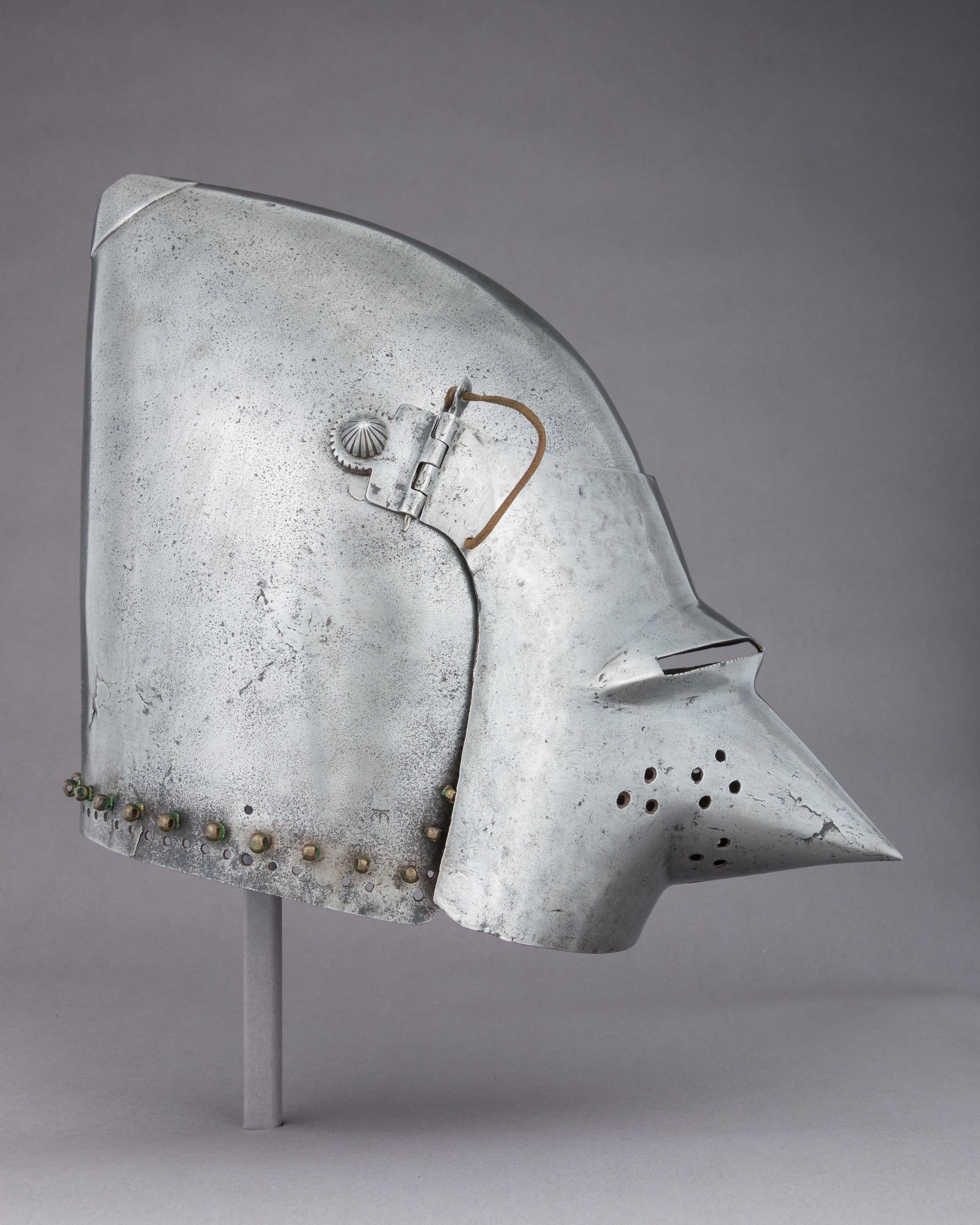
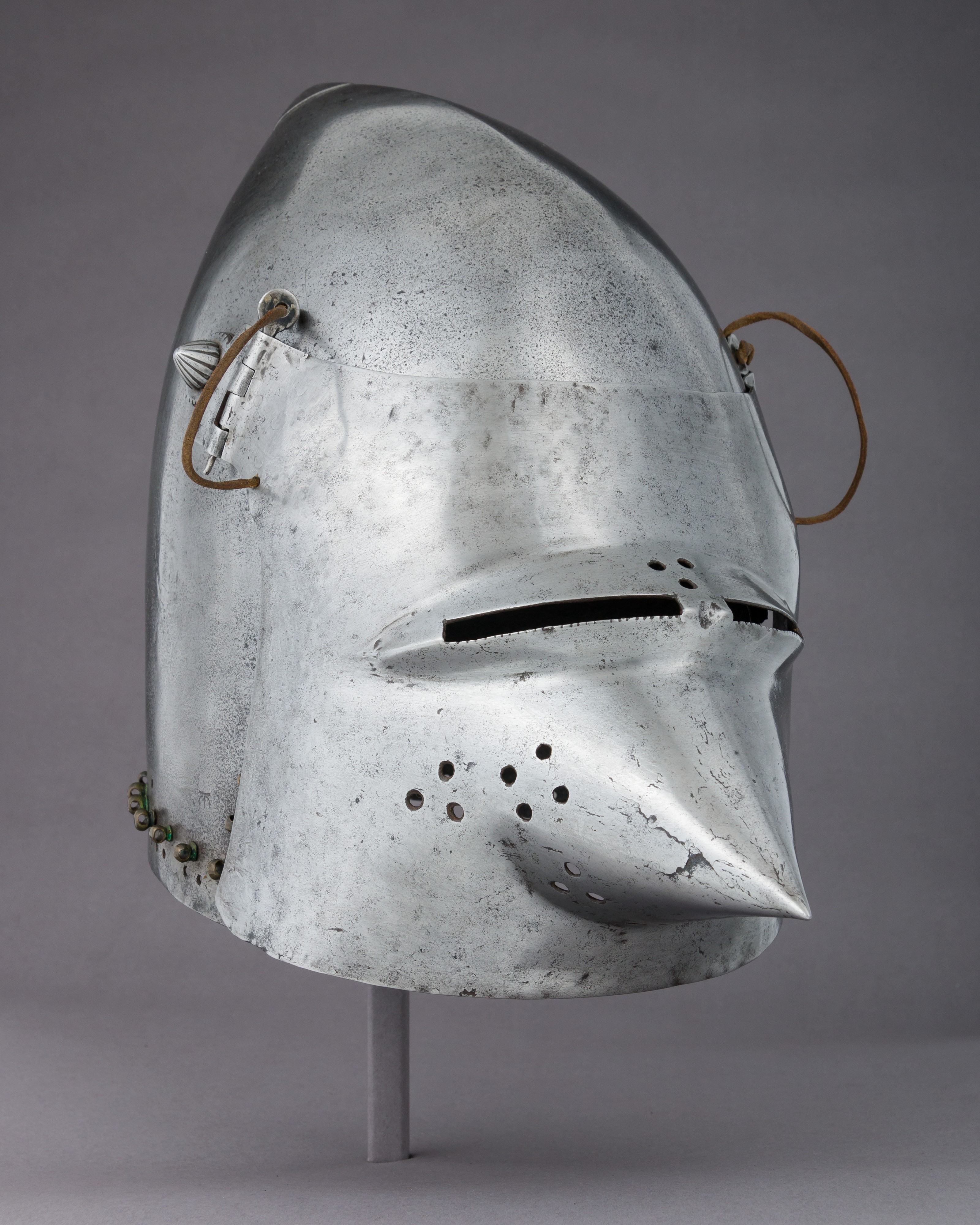

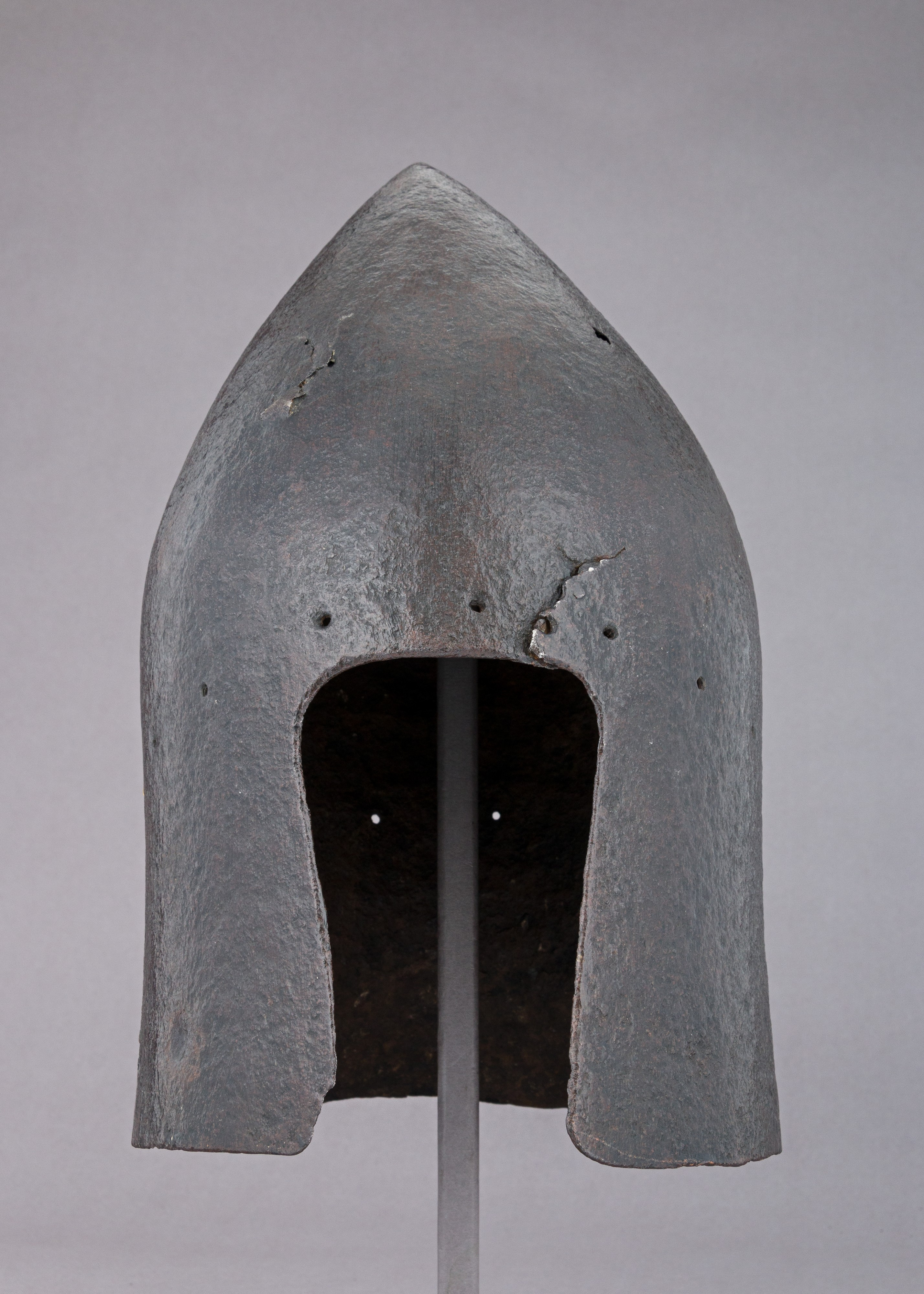
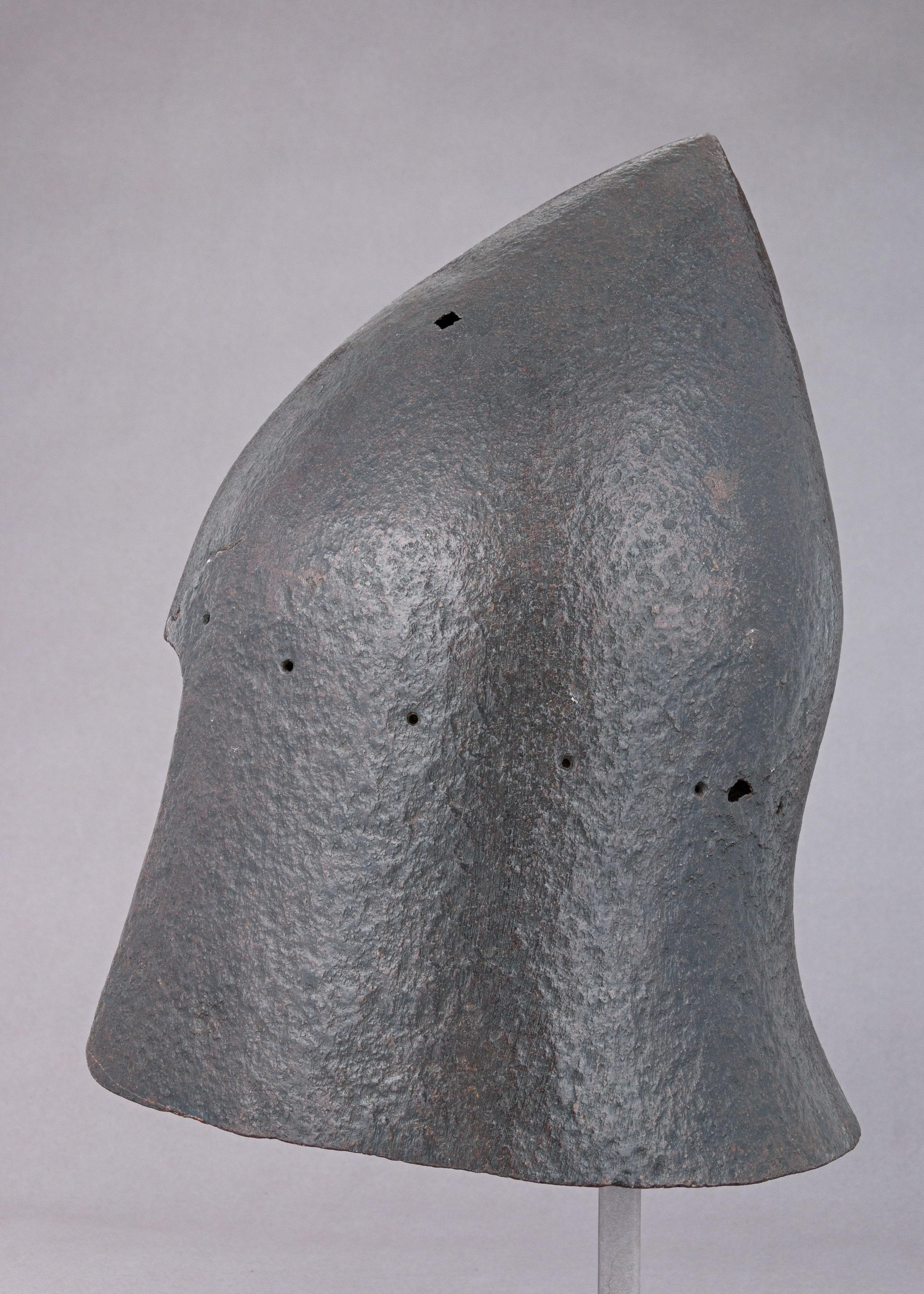
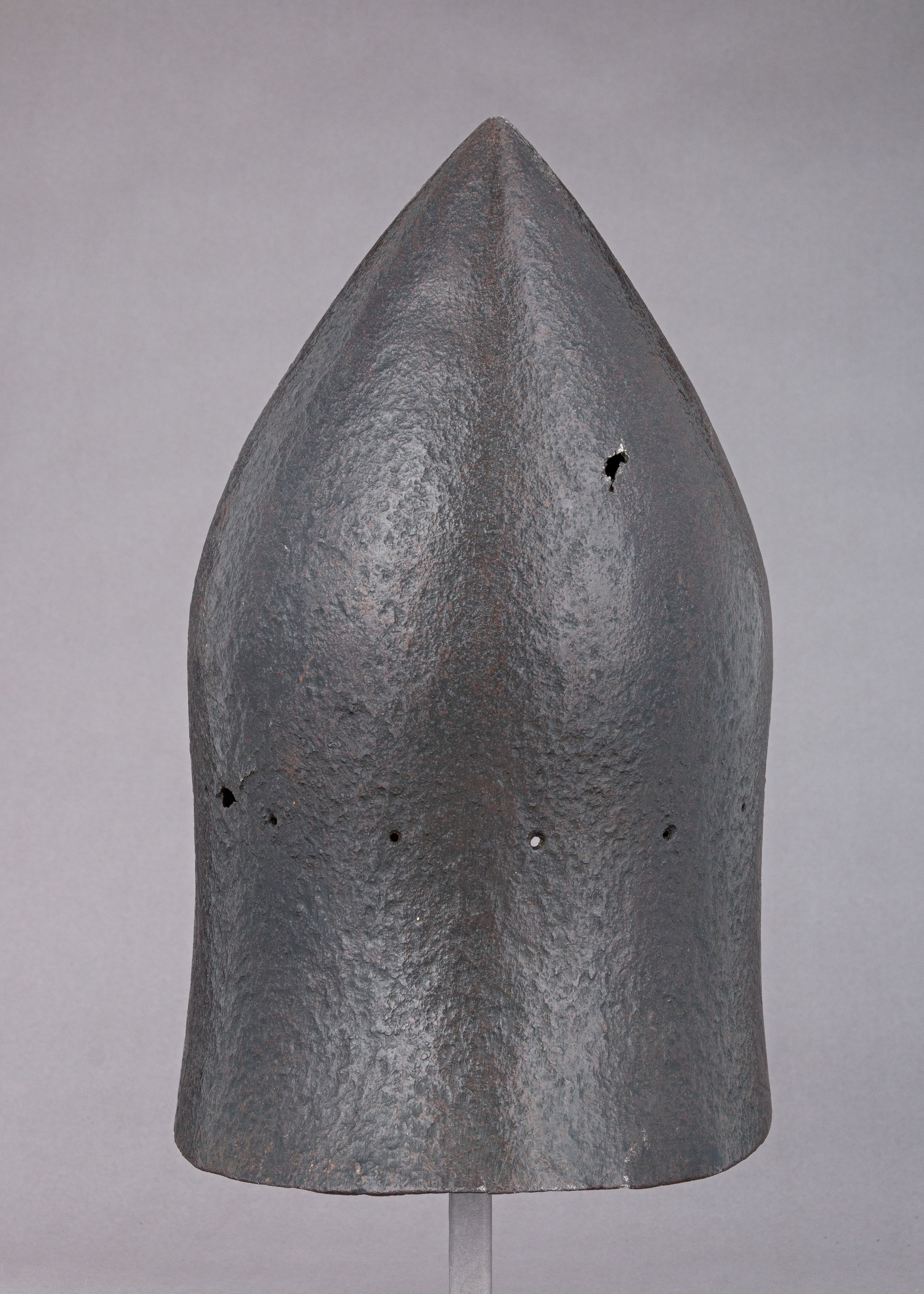
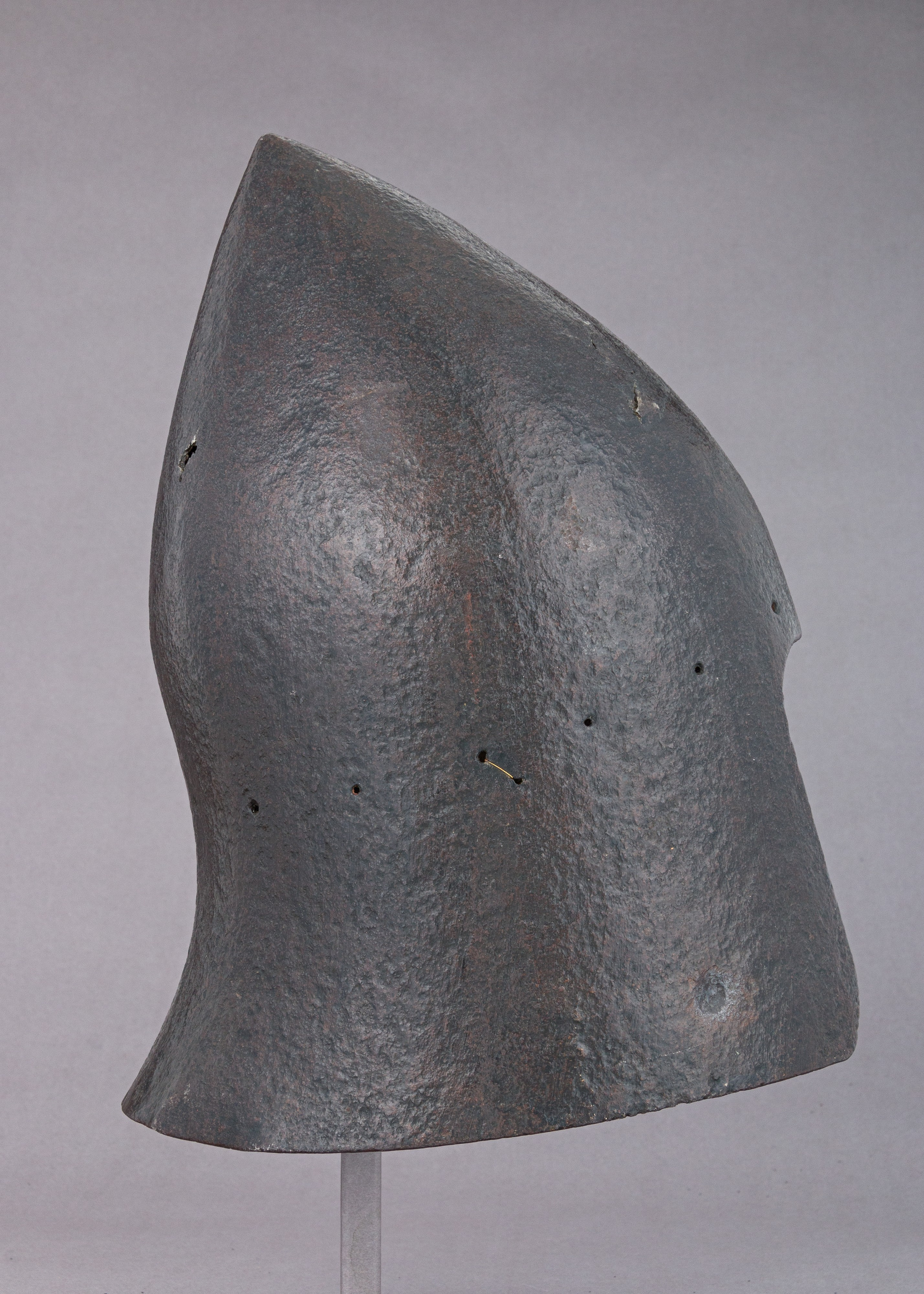
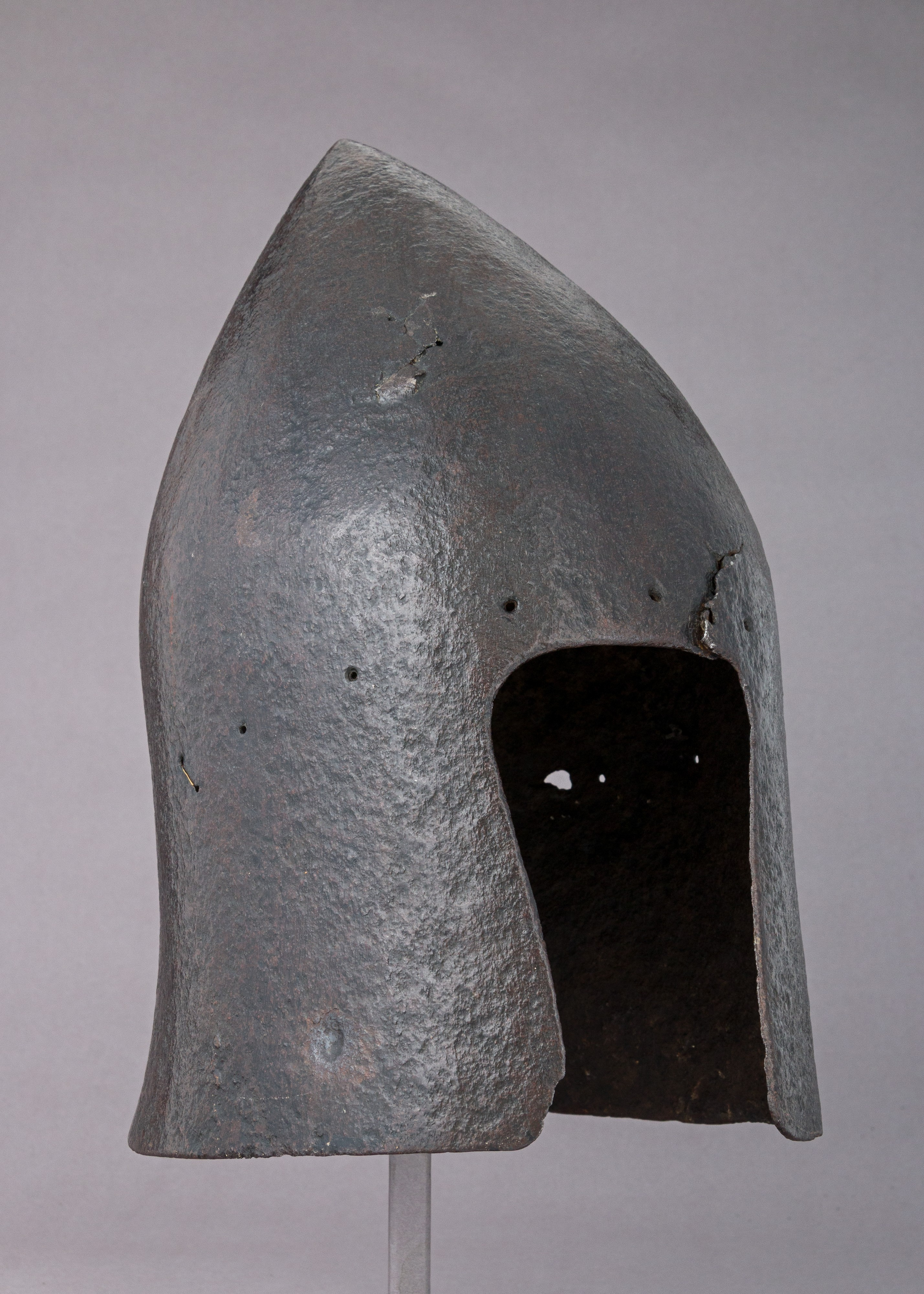

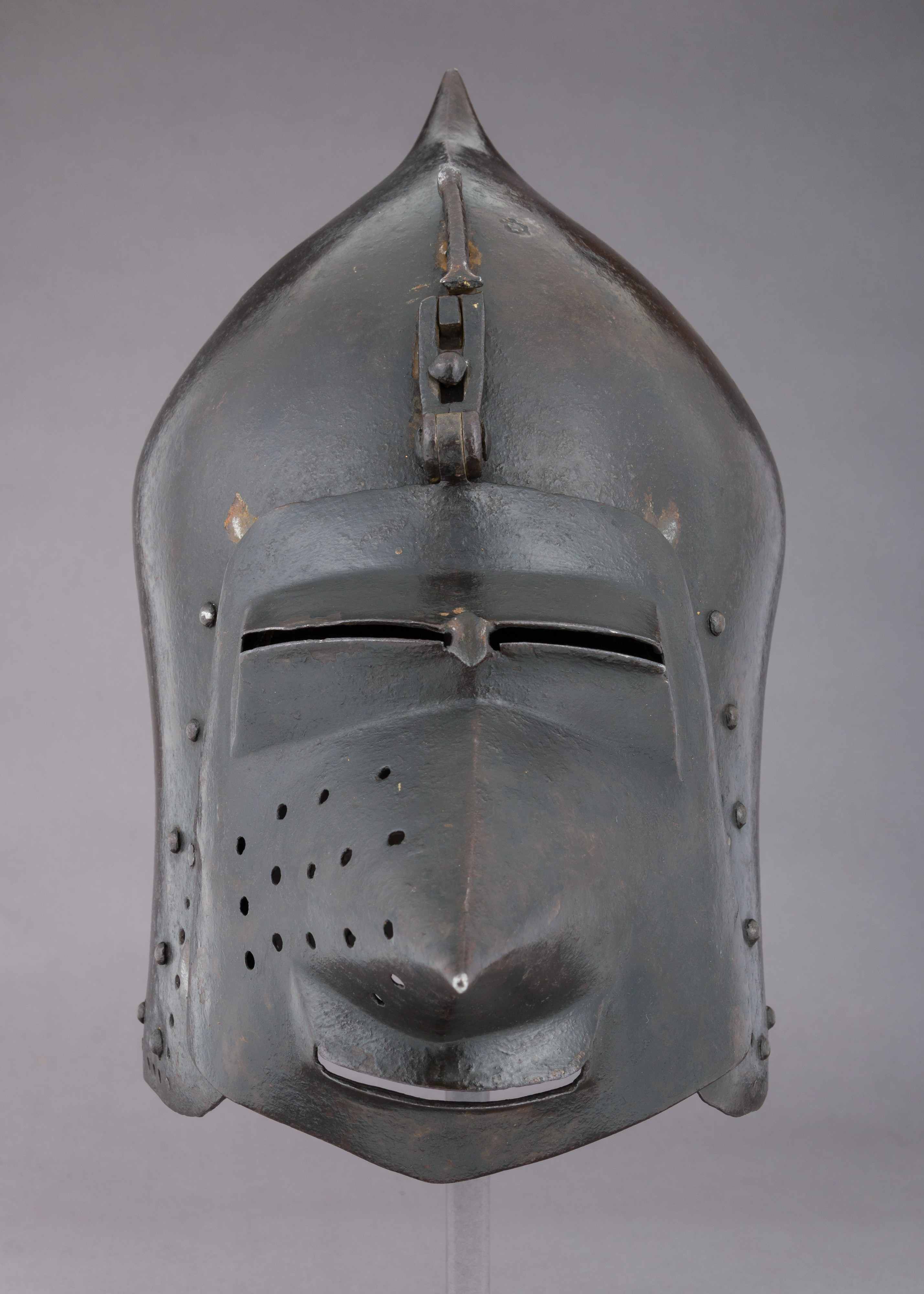
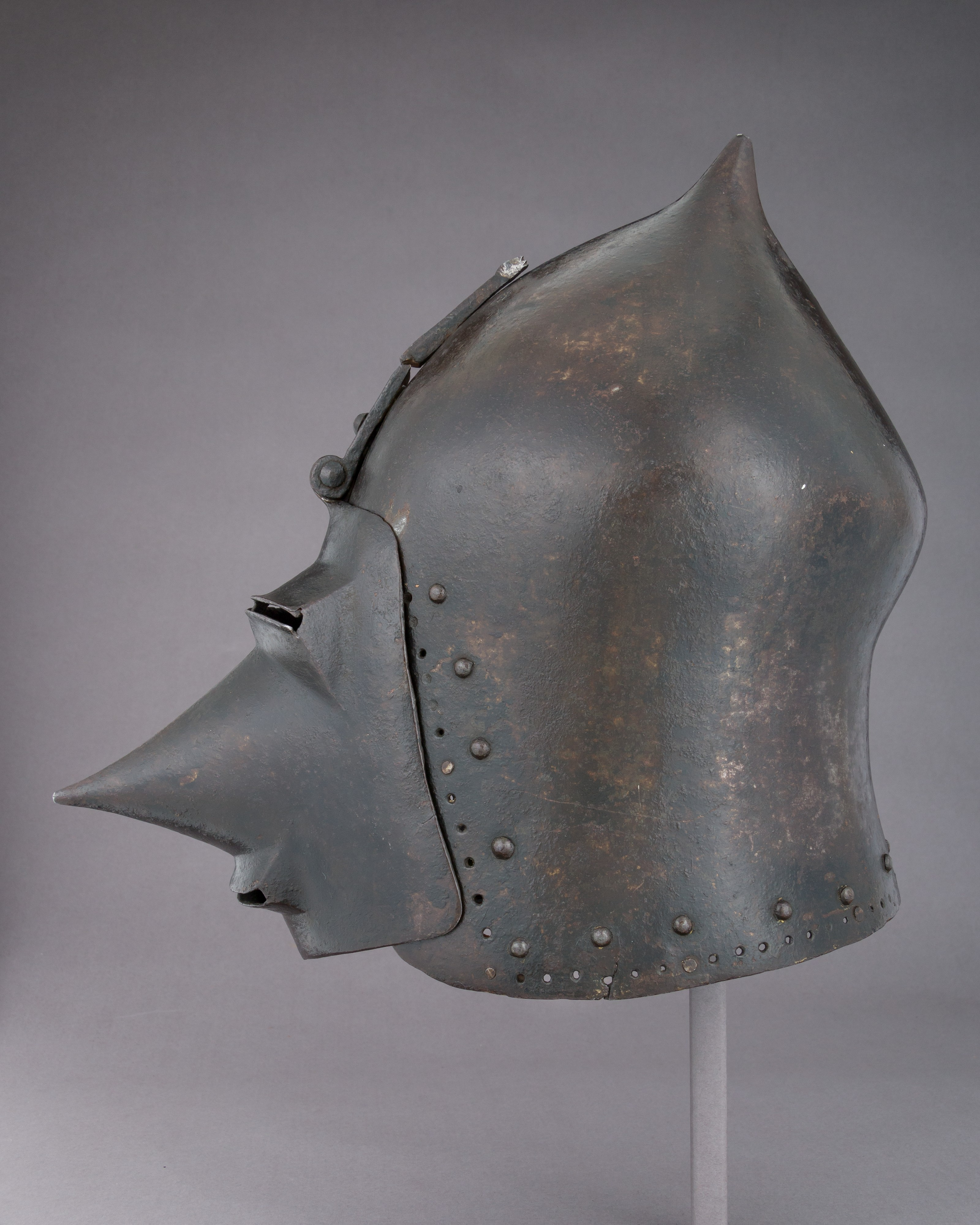
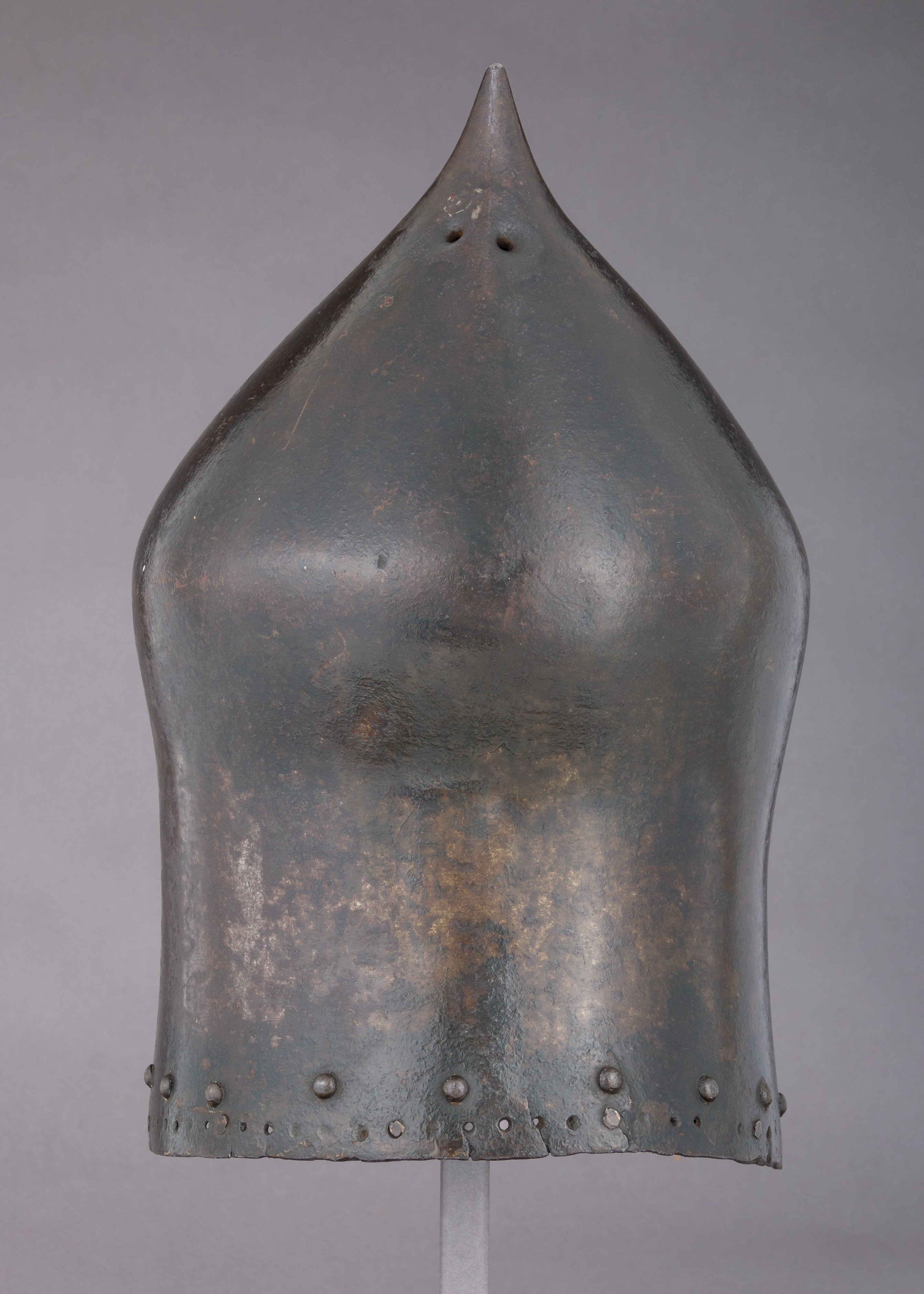
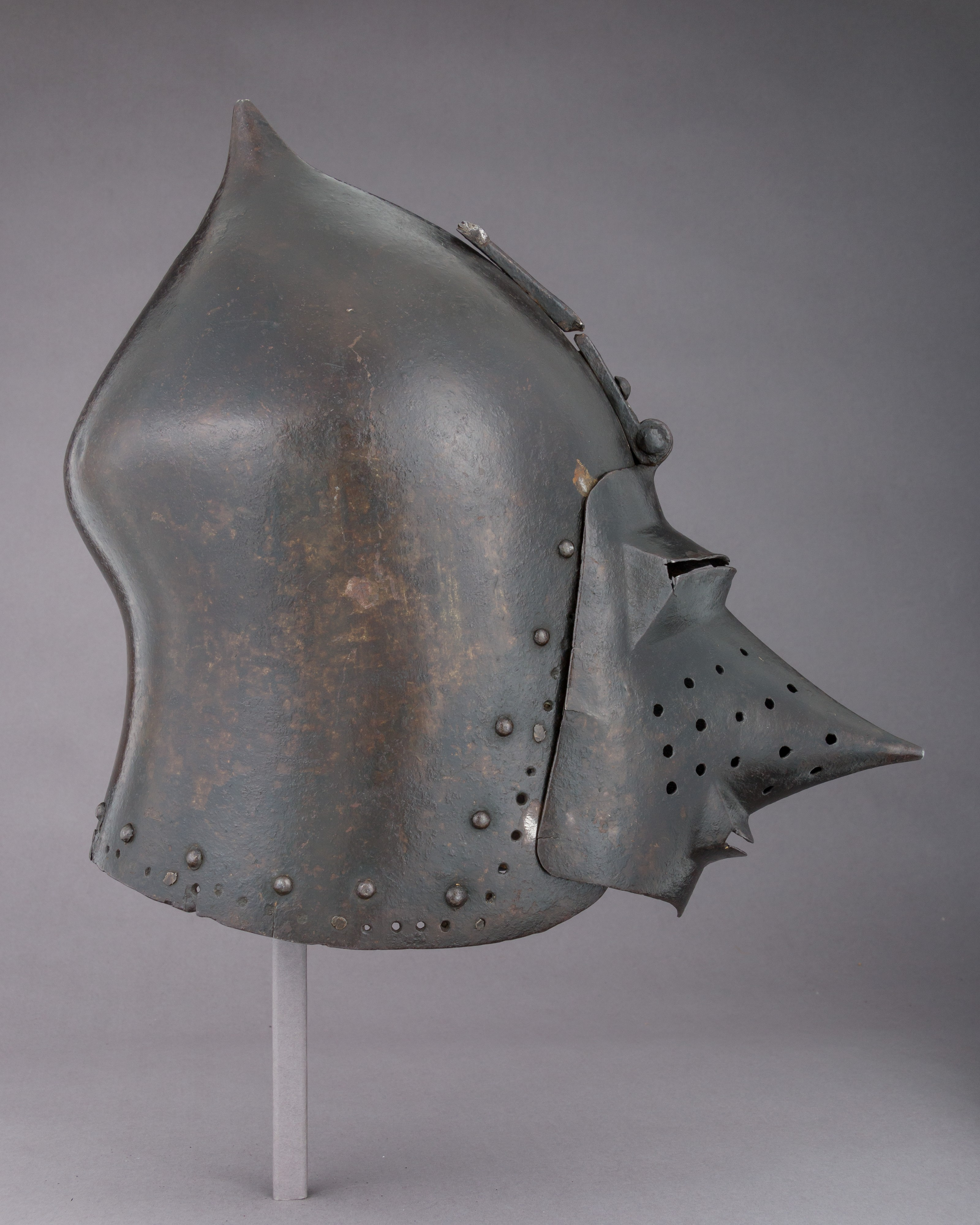
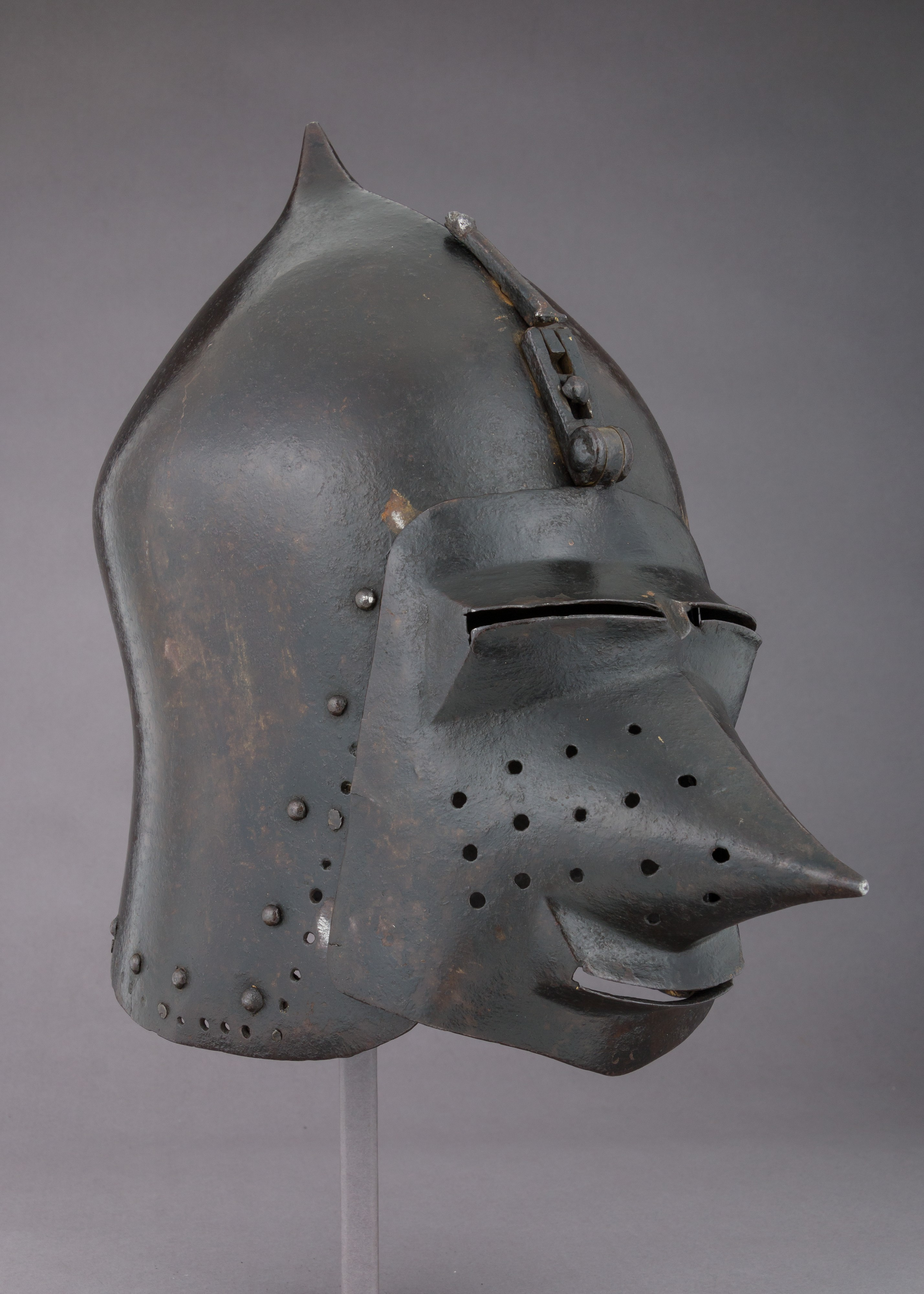
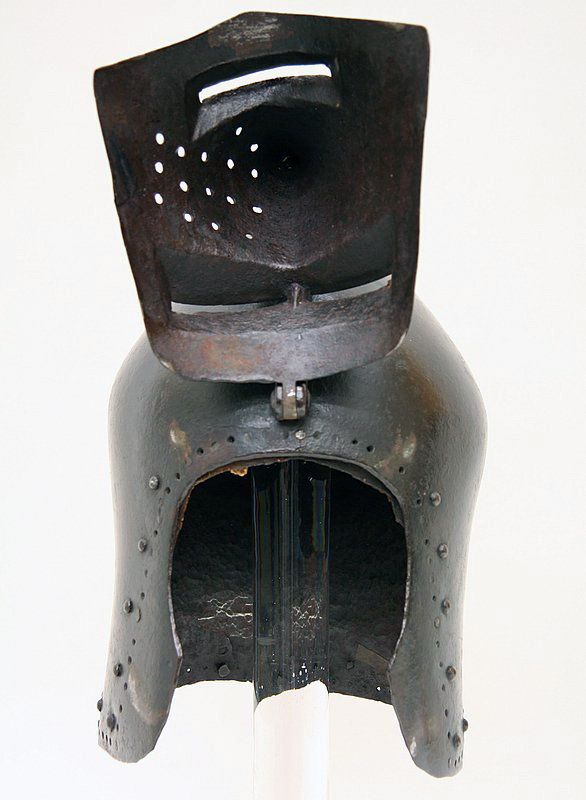
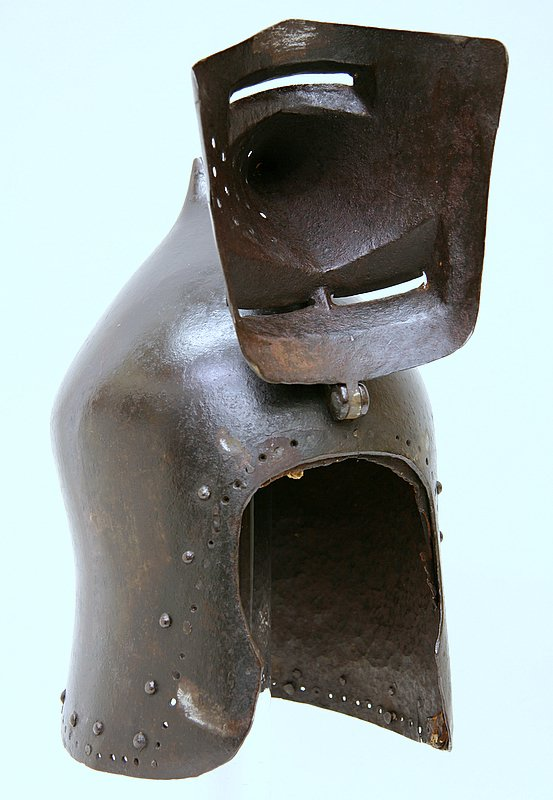

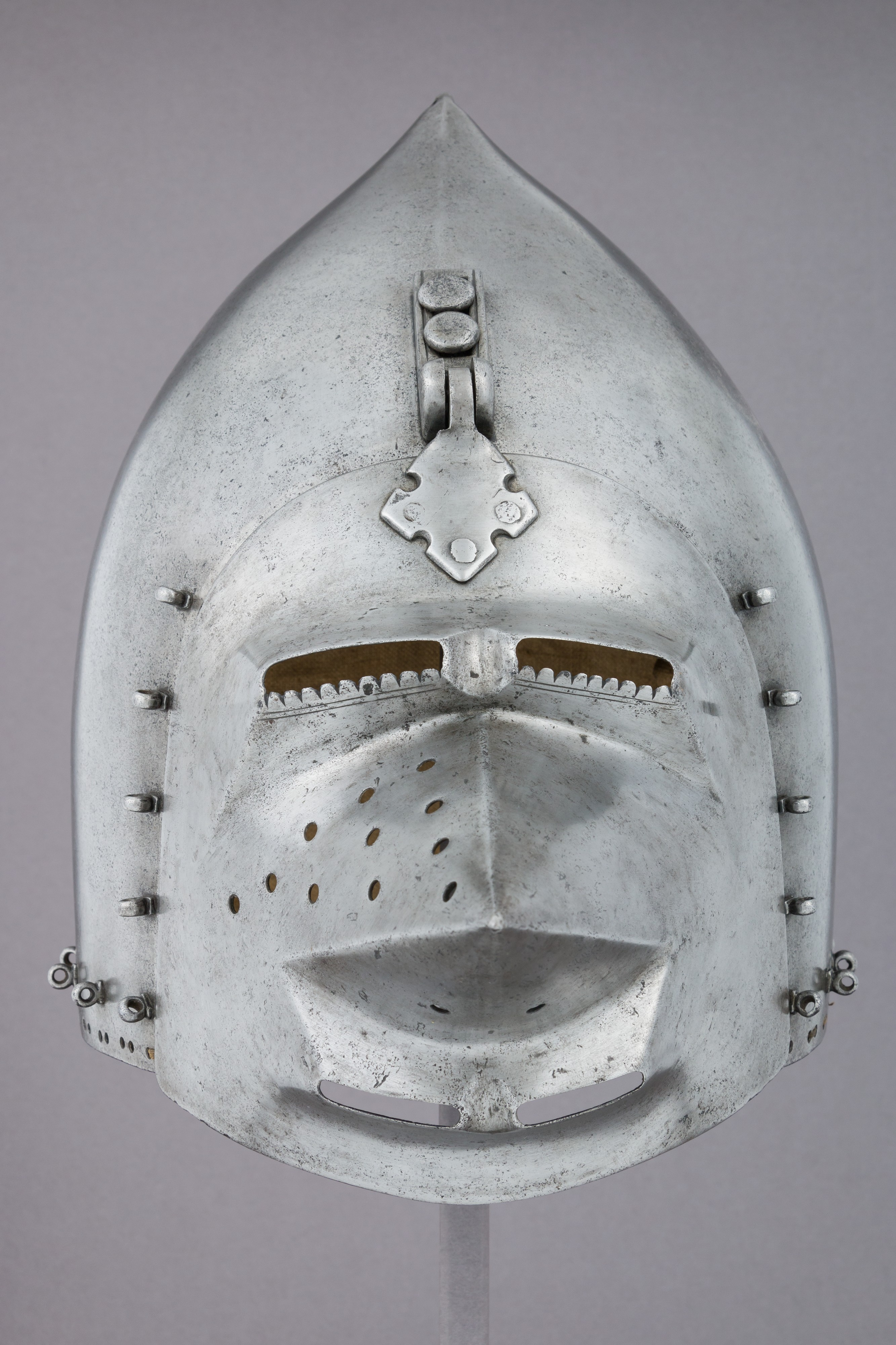
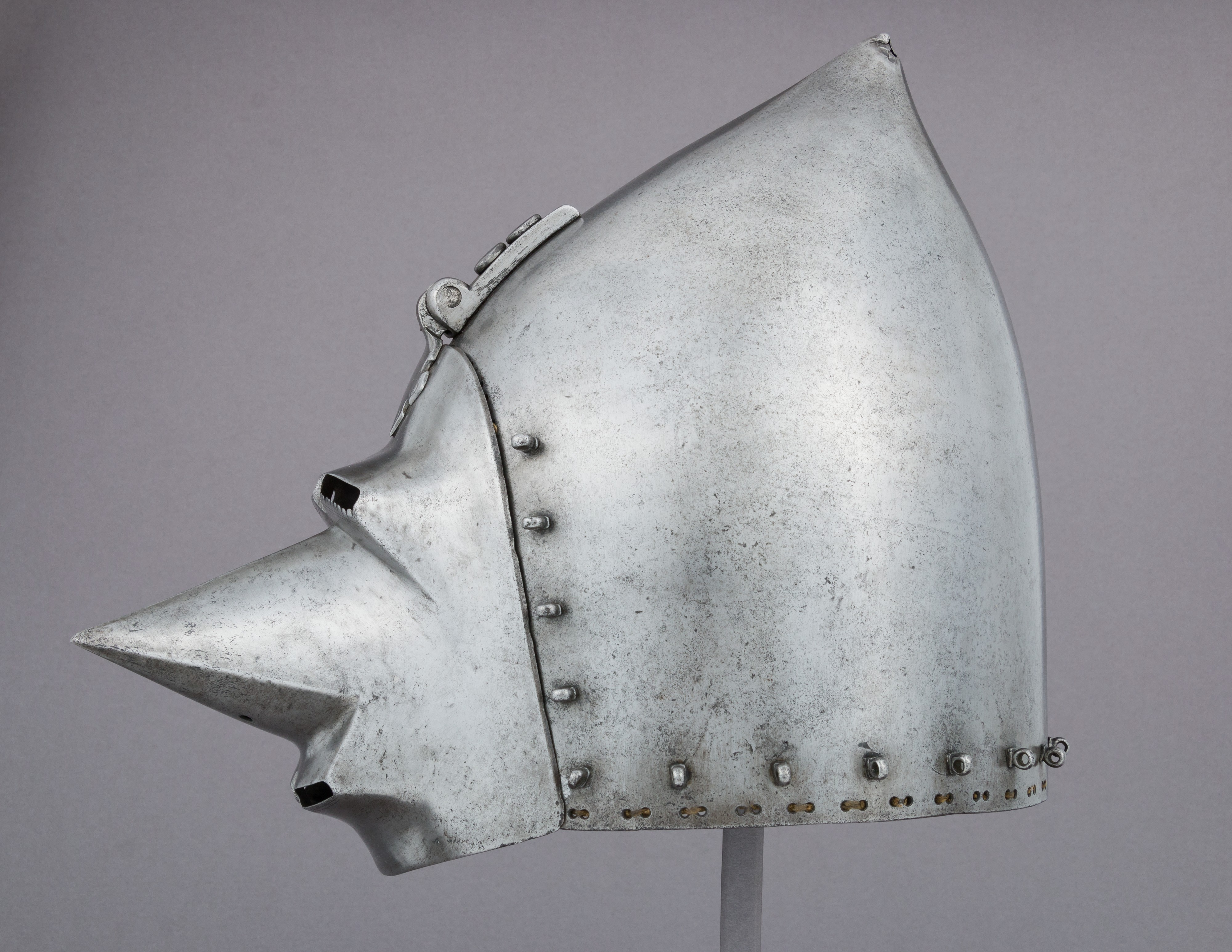
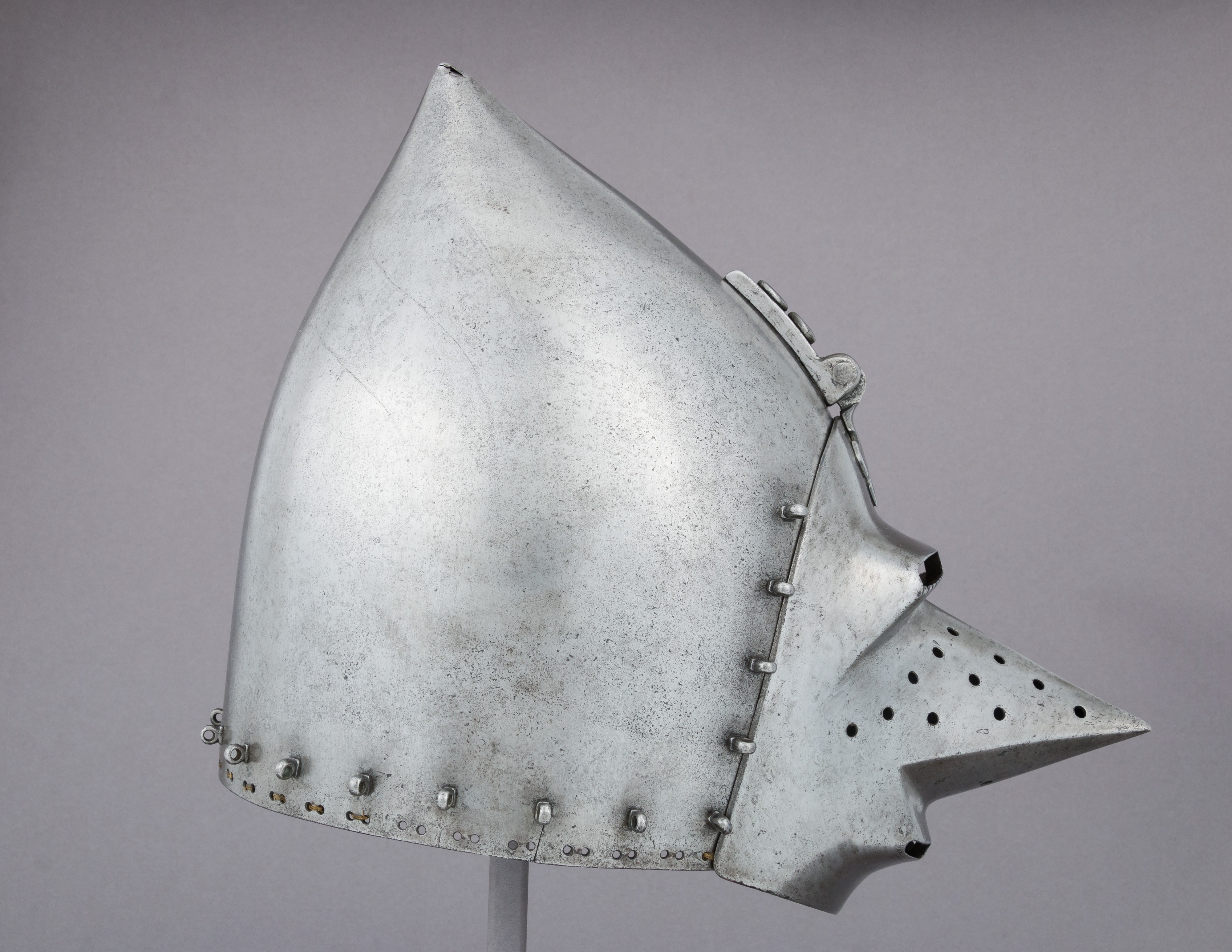
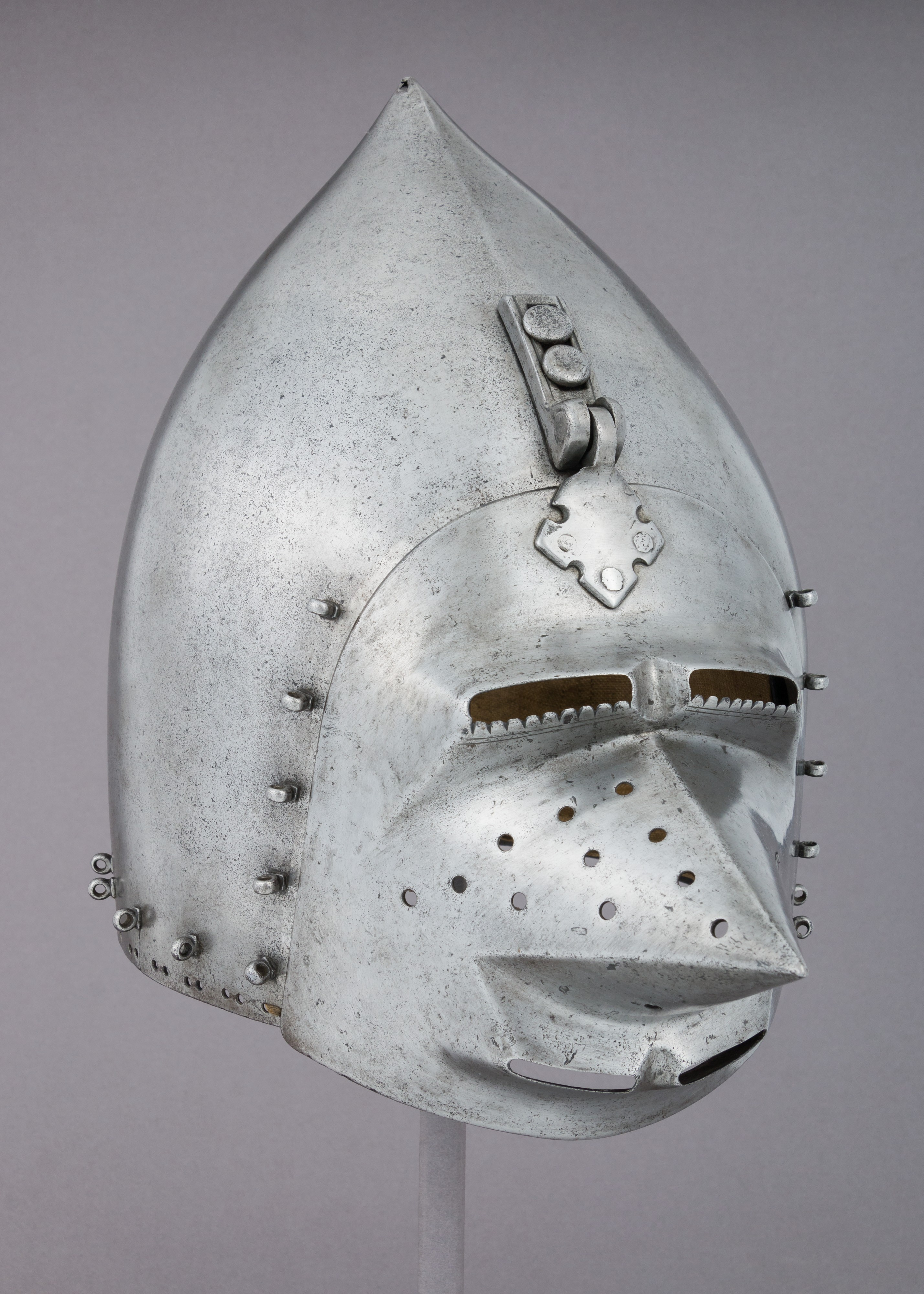
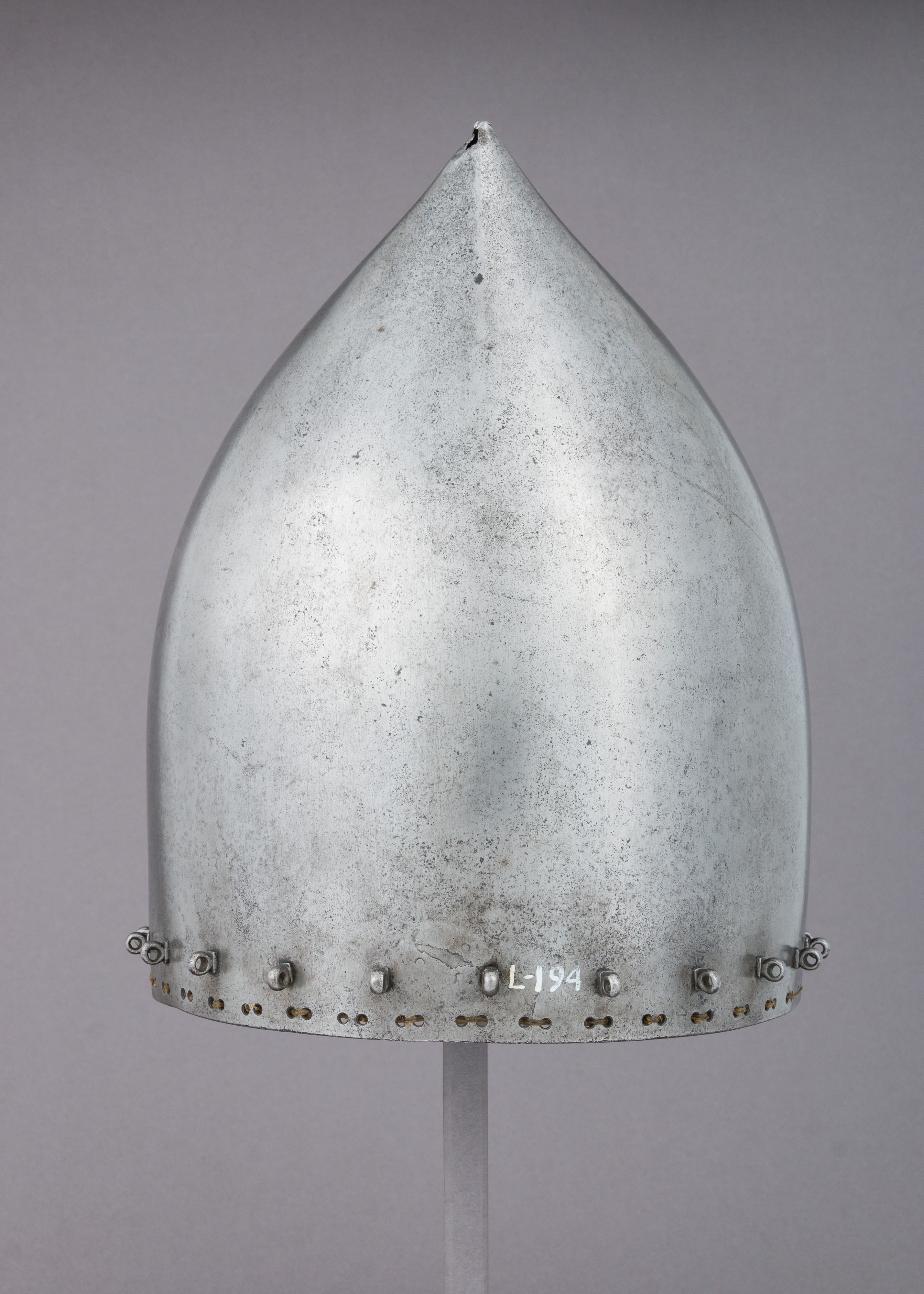

Італійський бацинет (бл. 1325 — 1350)
Німецький бацинет (бл. 1325)
Італійський бацинет (бл. 1350 — 1400)
Італійський бацинет (бл. 1375 — 1400)
Німецький бацинет із забралом (бл. 1400)
Німецький бацинет із забралом (бл. 1400)
Італійський бацинет (бл. 1425 — 1450)
Німецький бацинет (1420 — 1430)
Німецький бацинет (ХІХ ст.)